# Schnellfahrstrecke Mannheim–Stuttgart
Koordinaten: 49° 6′ 57,6″ N, 8° 40′ 1,9″ O
| |                                              |                                                                      |                                                                      |
| Streckennummer (DB): | 4080                                         |                                                                      |                                                                      |
| Kursbuchstrecke (DB): | 771.Fv (früher 770)                          |                                                                      |                                                                      |
| Streckenlänge: | 98,8 km                                      |                                                                      |                                                                      |
| Spurweite: | 1435 mm (Normalspur)                         |                                                                      |                                                                      |
| Streckenklasse: | D4                                           |                                                                      |                                                                      |
| Stromsystem: | 15 kV 16,7 Hz ~                              |                                                                      |                                                                      |
| Maximale Neigung: | Tunnel Langes Feld: 18,5 ‰ Regelwert: 12,5 ‰ |                                                                      |                                                                      |
| Minimaler Radius: | 5100 m                                       |                                                                      |                                                                      |
| Streckengeschwindigkeit: | 280 km/h                                     |                                                                      |                                                                      |
| Zweigleisigkeit: | durchgehend                                  |                                                                      |                                                                      |
| |                                              |                                                                      |                                                                      |
| \| \| \| Riedbahn von Frankfurt \| \| \| \| \| Strecken von Ludwigshafen \| \| \| \| \| Strecke von Mannheim Hgbf \| \| \| \| 0,000 \| Mannheim Hbf \| Mannheim Hbf \| \| \| 1,100 \| Mannheim Hbf Ost (Bft) \| Mannheim Hbf Ost (Bft) \| \| \| \| nach Schwetzingen (s. u.) \| \| \| \| \| Riedbahn nach Frankfurt \| \| \| \| 2,500 \| Containerbahnhofbrücke (1100 m) \| Containerbahnhofbrücke (1100 m) \| \| \| \| Rheintalbahn nach Heidelberg \| \| \| \| \| Verbindung Mannheim-Neckarau ↔ Rangierbahnhof \| \| \| \| 5,103 \| Mannheim-Pfingstberg (Üst) \| Mannheim-Pfingstberg (Üst) \| \| \| 5,2+164,225,3+063,57 \| Überlänge 0,65 m \| Überlänge 0,65 m \| \| \| 5,552 \| Pfingstbergtunnel (5380 m) \| Pfingstbergtunnel (5380 m) \| \| \| 6,600 \| A 6 \| A 6 \| \| \| 10,000 \| Bahnstrecke Mannheim–Schwetzingen \| Bahnstrecke Mannheim–Schwetzingen \| \| \| 10,912 \| \| \| \| \| 11,453 \| Schwetzingen Brühler Weg (Üst) \| Schwetzingen Brühler Weg (Üst) \| \| \| 16,900 \| Kreuzungsbauwerk Schwetzingen (126 m), A 6 \| Kreuzungsbauwerk Schwetzingen (126 m), A 6 \| \| \| \| \| \| \| \| 17,669 \| Strecke Speyer–Schwetzingen, heute Gla etwas südlicher \| Strecke Speyer–Schwetzingen, heute Gla etwas südlicher \| \| \| \| \| \| \| \| 19,100 \| A 61 \| A 61 \| \| \| \| von Schwetzingen (s. o.) \| \| \| \| 20,865 \| Hockenheim \| Hockenheim \| \| \| \| nach Karlsruhe (s. u.) \| \| \| \| 27,656 \| Oberhausen (Üst) \| Oberhausen (Üst) \| \| \| 31,730 \| Waghäusel Saalbach (Abzw) \| Waghäusel Saalbach (Abzw) \| \| \| \| Verbindungsstrecke nach Graben-Neudorf \| \| \| \| \| Bahnstrecke Graben-Neudorf–Waghäusel (s. o.) \| \| \| \| 34,654 \| Waghäusel Lußhardt (Üst) \| Waghäusel Lußhardt (Üst) \| \| \| 35,000 \| Tunnel B 36 (65 m) \| Tunnel B 36 (65 m) \| \| \| 40,476 \| Forst (Üst) \| Forst (Üst) \| \| \| 40,747 \| Tunnel Forst (1726 m) \| Tunnel Forst (1726 m) \| \| \| 40,800 \| A 5 \| A 5 \| \| \| 42,474 \| \| \| \| \| \| \| \| \| \| 44,099 \| Rheintalbahn Karlsruhe–Heidelberg und Katzbachbahn Bruchsal–Odenheim \| Rheintalbahn Karlsruhe–Heidelberg und Katzbachbahn Bruchsal–Odenheim \| \| \| \| \| \| \| \| 45,300 \| Bruchsal Rollenberg (Abzw) \| Bruchsal Rollenberg (Abzw) \| \| \| 45,180 \| Rollenbergtunnel (3303 m) \| Rollenbergtunnel (3303 m) \| \| \| 47,331 \| Bruchsal Eisenhut (Üst) \| Bruchsal Eisenhut (Üst) \| \| \| 48,483 \| \| \| \| \| 49,106 \| Talbrücke Oberbruch (264 m) \| Talbrücke Oberbruch (264 m) \| \| \| 49,370 \| \| \| \| \| 50,063 \| Altenbergtunnel (220 m) \| Altenbergtunnel (220 m) \| \| \| 50,283 \| \| \| \| \| 50,878 \| Neuenbergtunnel (761 m) \| Neuenbergtunnel (761 m) \| \| \| 51,639 \| \| \| \| \| 52,169 \| Talbrücke Frauenwald (704 m) \| Talbrücke Frauenwald (704 m) \| \| \| 52,873 \| \| \| \| \| 53,008 \| Simonsweingartentunnel (420 m) \| Simonsweingartentunnel (420 m) \| \| \| 53,427 \| \| \| \| \| 55,510 \| Kraichtal Bbf \| Kraichtal Bbf \| \| \| 56,384 \| Talbrücke Bauerbach (748 m) \| Talbrücke Bauerbach (748 m) \| \| \| 57,000 \| Kraichgaubahn \| Kraichgaubahn \| \| \| 57,132 \| \| \| \| \| 59,199 \| Talbrücke Zigeunergraben (660 m) \| Talbrücke Zigeunergraben (660 m) \| \| \| 59,890 \| \| \| \| \| 60,425 \| Wilfenbergtunnel (1006 m) \| Wilfenbergtunnel (1006 m) \| \| \| 61,531 \| \| \| \| \| 62,086 \| Freudensteintunnel (6824 m) \| Freudensteintunnel (6824 m) \| \| \| 62,439 \| Freudenstein (Üst) \| Freudenstein (Üst) \| \| \| 68,910 \| \| \| \| \| 69,728 \| Sternenfels Mettertal (Üst) \| Sternenfels Mettertal (Üst) \| \| \| 71,740 \| Burgbergtunnel (1115 m) \| Burgbergtunnel (1115 m) \| \| \| 72,855 \| \| \| \| \| 73,245 \| Saubuckeltunnel (403 m) \| Saubuckeltunnel (403 m) \| \| \| 73,648 \| \| \| \| \| \| Westbahn von Mühlacker (ehem. Trasse) \| \| \| \| 76,853 \| (niveaufrei) \| (niveaufrei) \| \| \| 78,424 \| ehem. Vaihinger Stadtbahn \| ehem. Vaihinger Stadtbahn \| \| \| 78,470 \| Vaihingen (Enz) \| Vaihingen (Enz) \| \| \| \| Westbahn nach Bietigheim-Biss (niveaufrei) \| \| \| \| 79,093 \| Marksteintunnel (2782 m) \| Marksteintunnel (2782 m) \| \| \| 81,879 \| \| \| \| \| 82,051 \| Enztalbrücke (1044 m) \| Enztalbrücke (1044 m) \| \| \| 83,097 \| \| \| \| \| 83,500 \| Vaihingen Enztal (Üst, bis 2010) \| Vaihingen Enztal (Üst, bis 2010) \| \| \| 84,163 \| Pulverdinger Tunnel (1878 m) \| Pulverdinger Tunnel (1878 m) \| \| \| 86,045 \| \| \| \| \| 87,816 \| Glemstalbrücke (348 m) \| Glemstalbrücke (348 m) \| \| \| 88,166 \| \| \| \| \| 89,030 \| Markgröningen Glems (Üst) \| Markgröningen Glems (Üst) \| \| \| \| Schwieberdingen Ost (geplant) \| \| \| \| \| nach Stuttgart Killesberg (geplant) \| \| \| \| 94,108 \| Tunnel Langes Feld (4632 m) \| Tunnel Langes Feld (4632 m) \| \| \| 94,100 \| A 81 \| A 81 \| \| \| 95,900 \| Kornwestheim Rbf (Abzw, nicht realisiert) \| Kornwestheim Rbf (Abzw, nicht realisiert) \| \| \| 95,968 \| Stuttgart Langes Feld (Üst) \| Stuttgart Langes Feld (Üst) \| \| \| 97,900 \| Stuttgart-Zuffenhausen Em (Abzw/Bft) \| Stuttgart-Zuffenhausen Em (Abzw/Bft) \| \| \| \| Tunnel Langes Feld II (677 m) \| \| \| \| 98,060 \| Ende Tunnel Langes Feld \| Ende Tunnel Langes Feld \| \| \| \| nach Stuttgart-Untertürkheim \| \| \| \| 98,754 \| Frankenbahn von Bietigheim-Bissingen \| Frankenbahn von Bietigheim-Bissingen \| \| \| 98,741 \| Ende Tunnel Langes Feld II \| Ende Tunnel Langes Feld II \| \| \| 99,266 \| \| \| \| \| \| Schwarzwaldbahn von Calw \| \| \| \| \| Stuttgart-Zuffenhausen \| \| \| \| \| Industriebahn Feuerbach \| \| \| \| \| Frankenbahn nach Stuttgart Hbf \| \| \| \| \| \| \| \| Quellen: [2][3] \| \| \| \| |                                              |                                                                      |                                                                      |
| Strecke |                                              | Riedbahn von Frankfurt                                               | Riedbahn von Frankfurt                                               |
| Strecke von rechts · Kreuzung geradeaus unten · Strecke von rechts |                                              | Strecken von Ludwigshafen                                            | Strecken von Ludwigshafen                                            |
| Abzweig geradeaus und von rechts · Strecke · Strecke |                                              | Strecke von Mannheim Hgbf                                            | Strecke von Mannheim Hgbf                                            |
| Dienststation / Betriebs- oder Güterbahnhof · Bahnhof · Bahnhof | 0,000                                        | Mannheim Hbf                                                         | Mannheim Hbf                                                         |
| Dienststation / Betriebs- oder Güterbahnhof · Dienststation / Betriebs- oder Güterbahnhof · Dienststation / Betriebs- oder Güterbahnhof | 1,100                                        | Mannheim Hbf Ost (Bft)                                               | Mannheim Hbf Ost (Bft)                                               |
| Kreuzung rechts · Abzweig geradeaus und nach rechts · Strecke |                                              | nach Schwetzingen (s. u.)                                            | nach Schwetzingen (s. u.)                                            |
| Strecke nach halblinks · Strecke nach halbrechts · Abzweig geradeaus und nach links |                                              | Riedbahn nach Frankfurt                                              | Riedbahn nach Frankfurt                                              |
| Strecke von halblinks · Strecke von halbrechts · Strecke | 2,500                                        | Containerbahnhofbrücke (1100 m)                                      | Containerbahnhofbrücke (1100 m)                                      |
| Strecke · Strecke · Strecke nach links |                                              | Rheintalbahn nach Heidelberg                                         | Rheintalbahn nach Heidelberg                                         |
| Kreuzung geradeaus oben · Abzweig quer und nach links · Strecke quer |                                              | Verbindung Mannheim-Neckarau ↔ Rangierbahnhof                        | Verbindung Mannheim-Neckarau ↔ Rangierbahnhof                        |
| Überleitstelle / Spurwechsel | 5,103                                        | Mannheim-Pfingstberg (Üst)                                           | Mannheim-Pfingstberg (Üst)                                           |
| Kilometer-Wechsel | 5,2+164,225,3+063,57                         | Überlänge 0,65 m                                                     | Überlänge 0,65 m                                                     |
| Tunnelanfang | 5,552                                        | Pfingstbergtunnel (5380 m)                                           | Pfingstbergtunnel (5380 m)                                           |
| Strecke nach links (im Tunnel) · Strecke von rechts (im Tunnel) | 6,600                                        | A 6                                                                  | A 6                                                                  |
| Kreuzung mit oberirdischer Strecke (im Tunnel) | 10,000                                       | Bahnstrecke Mannheim–Schwetzingen                                    | Bahnstrecke Mannheim–Schwetzingen                                    |
| Tunnelende | 10,912                                       |                                                                      |                                                                      |
| Überleitstelle / Spurwechsel | 11,453                                       | Schwetzingen Brühler Weg (Üst)                                       | Schwetzingen Brühler Weg (Üst)                                       |
| Tunnel | 16,900                                       | Kreuzungsbauwerk Schwetzingen (126 m), A 6                           | Kreuzungsbauwerk Schwetzingen (126 m), A 6                           |
| |                                              |                                                                      |                                                                      |
| Kreuzung geradeaus oben | 17,669                                       | Strecke Speyer–Schwetzingen, heute Gla etwas südlicher               | Strecke Speyer–Schwetzingen, heute Gla etwas südlicher               |
| |                                              |                                                                      |                                                                      |
| Strecke mit Straßenbrücke | 19,100                                       | A 61                                                                 | A 61                                                                 |
| Abzweig geradeaus und von links |                                              | von Schwetzingen (s. o.)                                             | von Schwetzingen (s. o.)                                             |
| Bahnhof | 20,865                                       | Hockenheim                                                           | Hockenheim                                                           |
| Abzweig geradeaus und nach links |                                              | nach Karlsruhe (s. u.)                                               | nach Karlsruhe (s. u.)                                               |
| Überleitstelle / Spurwechsel | 27,656                                       | Oberhausen (Üst)                                                     | Oberhausen (Üst)                                                     |
| Blockstelle | 31,730                                       | Waghäusel Saalbach (Abzw)                                            | Waghäusel Saalbach (Abzw)                                            |
| Strecke von links · Abzweig geradeaus und nach rechts |                                              | Verbindungsstrecke nach Graben-Neudorf                               | Verbindungsstrecke nach Graben-Neudorf                               |
| Abzweig nach halbrechts und von links · Kreuzung geradeaus oben · Strecke nach rechts und von halblinks |                                              | Bahnstrecke Graben-Neudorf–Waghäusel (s. o.)                         | Bahnstrecke Graben-Neudorf–Waghäusel (s. o.)                         |
| Überleitstelle / Spurwechsel | 34,654                                       | Waghäusel Lußhardt (Üst)                                             | Waghäusel Lußhardt (Üst)                                             |
| Tunnel | 35,000                                       | Tunnel B 36 (65 m)                                                   | Tunnel B 36 (65 m)                                                   |
| Überleitstelle / Spurwechsel | 40,476                                       | Forst (Üst)                                                          | Forst (Üst)                                                          |
| Tunnelanfang | 40,747                                       | Tunnel Forst (1726 m)                                                | Tunnel Forst (1726 m)                                                |
| Strecke (im Tunnel) | 40,800                                       | A 5                                                                  | A 5                                                                  |
| Tunnelende | 42,474                                       |                                                                      |                                                                      |
| |                                              |                                                                      |                                                                      |
| Abzweig quer und von rechts · Kreuzung geradeaus oben · Abzweig quer und von links | 44,099                                       | Rheintalbahn Karlsruhe–Heidelberg und Katzbachbahn Bruchsal–Odenheim | Rheintalbahn Karlsruhe–Heidelberg und Katzbachbahn Bruchsal–Odenheim |
| |                                              |                                                                      |                                                                      |
| Strecke nach links · Abzweig geradeaus, von links und von rechts · Strecke nach rechts | 45,300                                       | Bruchsal Rollenberg (Abzw)                                           | Bruchsal Rollenberg (Abzw)                                           |
| Tunnelanfang | 45,180                                       | Rollenbergtunnel (3303 m)                                            | Rollenbergtunnel (3303 m)                                            |
| Überleitstelle / Spurwechsel (im Tunnel) | 47,331                                       | Bruchsal Eisenhut (Üst)                                              | Bruchsal Eisenhut (Üst)                                              |
| Tunnelende | 48,483                                       |                                                                      |                                                                      |
| Strecke geradeaus | 49,106                                       | Talbrücke Oberbruch (264 m)                                          | Talbrücke Oberbruch (264 m)                                          |
| Strecke | 49,370                                       |                                                                      |                                                                      |
| Tunnelanfang | 50,063                                       | Altenbergtunnel (220 m)                                              | Altenbergtunnel (220 m)                                              |
| Tunnelende | 50,283                                       |                                                                      |                                                                      |
| Tunnelanfang | 50,878                                       | Neuenbergtunnel (761 m)                                              | Neuenbergtunnel (761 m)                                              |
| Tunnelende | 51,639                                       |                                                                      |                                                                      |
| Strecke geradeaus | 52,169                                       | Talbrücke Frauenwald (704 m)                                         | Talbrücke Frauenwald (704 m)                                         |
| Strecke | 52,873                                       |                                                                      |                                                                      |
| Tunnelanfang | 53,008                                       | Simonsweingartentunnel (420 m)                                       | Simonsweingartentunnel (420 m)                                       |
| Tunnelende | 53,427                                       |                                                                      |                                                                      |
| Dienststation / Betriebs- oder Güterbahnhof | 55,510                                       | Kraichtal Bbf                                                        | Kraichtal Bbf                                                        |
| Strecke Anfang Hochstrecke | 56,384                                       | Talbrücke Bauerbach (748 m)                                          | Talbrücke Bauerbach (748 m)                                          |
| Kreuzung | 57,000                                       | Kraichgaubahn                                                        | Kraichgaubahn                                                        |
| Strecke Ende Hochstrecke | 57,132                                       |                                                                      |                                                                      |
| Strecke Anfang Hochstrecke | 59,199                                       | Talbrücke Zigeunergraben (660 m)                                     | Talbrücke Zigeunergraben (660 m)                                     |
| Strecke Ende Hochstrecke | 59,890                                       |                                                                      |                                                                      |
| Tunnelanfang | 60,425                                       | Wilfenbergtunnel (1006 m)                                            | Wilfenbergtunnel (1006 m)                                            |
| Tunnelende | 61,531                                       |                                                                      |                                                                      |
| Tunnelanfang | 62,086                                       | Freudensteintunnel (6824 m)                                          | Freudensteintunnel (6824 m)                                          |
| Überleitstelle / Spurwechsel (im Tunnel) | 62,439                                       | Freudenstein (Üst)                                                   | Freudenstein (Üst)                                                   |
| Tunnelende | 68,910                                       |                                                                      |                                                                      |
| Überleitstelle / Spurwechsel | 69,728                                       | Sternenfels Mettertal (Üst)                                          | Sternenfels Mettertal (Üst)                                          |
| Tunnelanfang | 71,740                                       | Burgbergtunnel (1115 m)                                              | Burgbergtunnel (1115 m)                                              |
| Tunnelende | 72,855                                       |                                                                      |                                                                      |
| Tunnelanfang | 73,245                                       | Saubuckeltunnel (403 m)                                              | Saubuckeltunnel (403 m)                                              |
| Tunnelende | 73,648                                       |                                                                      |                                                                      |
| Abzweig ehemals quer und von rechts · Kreuzung (Querstrecke außer Betrieb) |                                              | Westbahn von Mühlacker (ehem. Trasse)                                | Westbahn von Mühlacker (ehem. Trasse)                                |
| Strecke nach links · Abzweig geradeaus und von rechts | 76,853                                       | (niveaufrei)                                                         | (niveaufrei)                                                         |
| Kreuzung geradeaus oben (Querstrecke außer Betrieb) | 78,424                                       | ehem. Vaihinger Stadtbahn                                            | ehem. Vaihinger Stadtbahn                                            |
| Bahnhof | 78,470                                       | Vaihingen (Enz)                                                      | Vaihingen (Enz)                                                      |
| Abzweig geradeaus und nach links |                                              | Westbahn nach Bietigheim-Biss (niveaufrei)                           | Westbahn nach Bietigheim-Biss (niveaufrei)                           |
| Tunnelanfang | 79,093                                       | Marksteintunnel (2782 m)                                             | Marksteintunnel (2782 m)                                             |
| Tunnelende | 81,879                                       |                                                                      |                                                                      |
| Strecke geradeaus | 82,051                                       | Enztalbrücke (1044 m)                                                | Enztalbrücke (1044 m)                                                |
| Strecke | 83,097                                       |                                                                      |                                                                      |
| ehemalige Überleitstelle / Spurwechsel | 83,500                                       | Vaihingen Enztal (Üst, bis 2010)                                     | Vaihingen Enztal (Üst, bis 2010)                                     |
| Tunnelanfang | 84,163                                       | Pulverdinger Tunnel (1878 m)                                         | Pulverdinger Tunnel (1878 m)                                         |
| Tunnelende | 86,045                                       |                                                                      |                                                                      |
| Strecke geradeaus | 87,816                                       | Glemstalbrücke (348 m)                                               | Glemstalbrücke (348 m)                                               |
| Strecke | 88,166                                       |                                                                      |                                                                      |
| Überleitstelle / Spurwechsel | 89,030                                       | Markgröningen Glems (Üst)                                            | Markgröningen Glems (Üst)                                            |
| ehemalige Blockstelle |                                              | Schwieberdingen Ost (geplant)                                        | Schwieberdingen Ost (geplant)                                        |
| Abzweig geradeaus und ehemals nach rechts |                                              | nach Stuttgart Killesberg (geplant)                                  | nach Stuttgart Killesberg (geplant)                                  |
| Tunnelanfang | 94,108                                       | Tunnel Langes Feld (4632 m)                                          | Tunnel Langes Feld (4632 m)                                          |
| Strecke (im Tunnel) | 94,100                                       | A 81                                                                 | A 81                                                                 |
| Abzweig geradeaus und ehemals nach links (im Tunnel) | 95,900                                       | Kornwestheim Rbf (Abzw, nicht realisiert)                            | Kornwestheim Rbf (Abzw, nicht realisiert)                            |
| Überleitstelle / Spurwechsel (im Tunnel) | 95,968                                       | Stuttgart Langes Feld (Üst)                                          | Stuttgart Langes Feld (Üst)                                          |
| Blockstelle (im Tunnel) | 97,900                                       | Stuttgart-Zuffenhausen Em (Abzw/Bft)                                 | Stuttgart-Zuffenhausen Em (Abzw/Bft)                                 |
| Abzweig geradeaus und nach links (im Tunnel) · Strecke von rechts (im Tunnel) |                                              | Tunnel Langes Feld II (677 m)                                        | Tunnel Langes Feld II (677 m)                                        |
| Tunnelende · Strecke (im Tunnel) | 98,060                                       | Ende Tunnel Langes Feld                                              | Ende Tunnel Langes Feld                                              |
| Abzweig geradeaus und nach links · Kreuzung mit oberirdischer Strecke (im Tunnel) |                                              | nach Stuttgart-Untertürkheim                                         | nach Stuttgart-Untertürkheim                                         |
| Abzweig geradeaus und von links · Kreuzung mit oberirdischer Strecke (im Tunnel) | 98,754                                       | Frankenbahn von Bietigheim-Bissingen                                 | Frankenbahn von Bietigheim-Bissingen                                 |
| Strecke · Tunnelende | 98,741                                       | Ende Tunnel Langes Feld II                                           | Ende Tunnel Langes Feld II                                           |
| Abzweig geradeaus und von links · Strecke nach rechts | 99,266                                       |                                                                      |                                                                      |
| Abzweig geradeaus und von rechts |                                              | Schwarzwaldbahn von Calw                                             | Schwarzwaldbahn von Calw                                             |
| S-Bahnhof |                                              | Stuttgart-Zuffenhausen                                               | Stuttgart-Zuffenhausen                                               |
| Abzweig geradeaus und nach rechts |                                              | Industriebahn Feuerbach                                              | Industriebahn Feuerbach                                              |
| Strecke |                                              | Frankenbahn nach Stuttgart Hbf                                       | Frankenbahn nach Stuttgart Hbf                                       |
| |                                              |                                                                      |                                                                      |
| Quellen: |                                              |                                                                      |                                                                      |

Die Schnellfahrstrecke Mannheim–Stuttgart ist eine knapp 99 Kilometer lange Eisenbahn-Schnellfahrstrecke in Baden-Württemberg, sie verbindet Mannheim mit Stuttgart-Zuffenhausen. Die zwischen 1976 und 1991 errichtete Neubaustrecke war, neben der Schnellfahrstrecke Hannover–Würzburg, eines der ersten beiden Fernbahn-Neubauvorhaben der damaligen Deutschen Bundesbahn. Die für bis zu 280 km/h zugelassene Strecke gehört heute der DB InfraGO und wird von Personenfern-, Regional- und Güterzügen befahren. Nicht zuletzt führten 15 Tunnel und mehr als 90 Brücken zu Gesamtkosten in Höhe von 4,336 Milliarden DM (Stand: 1994, entspricht 2,217 Milliarden € bzw., um den Verbraucherpreisindex bereinigt, 3,787 Milliarden Euro).
Auf der Strecke werden jährlich 24 Millionen Fahrgäste sowie 12 Millionen Bruttotonnen Güter befördert (Stand: 2019).
Die Hochgeschwindigkeitsstrecke ist Teil des Kernnetzes der Transeuropäischen Verkehrsnetze.

## Verlauf

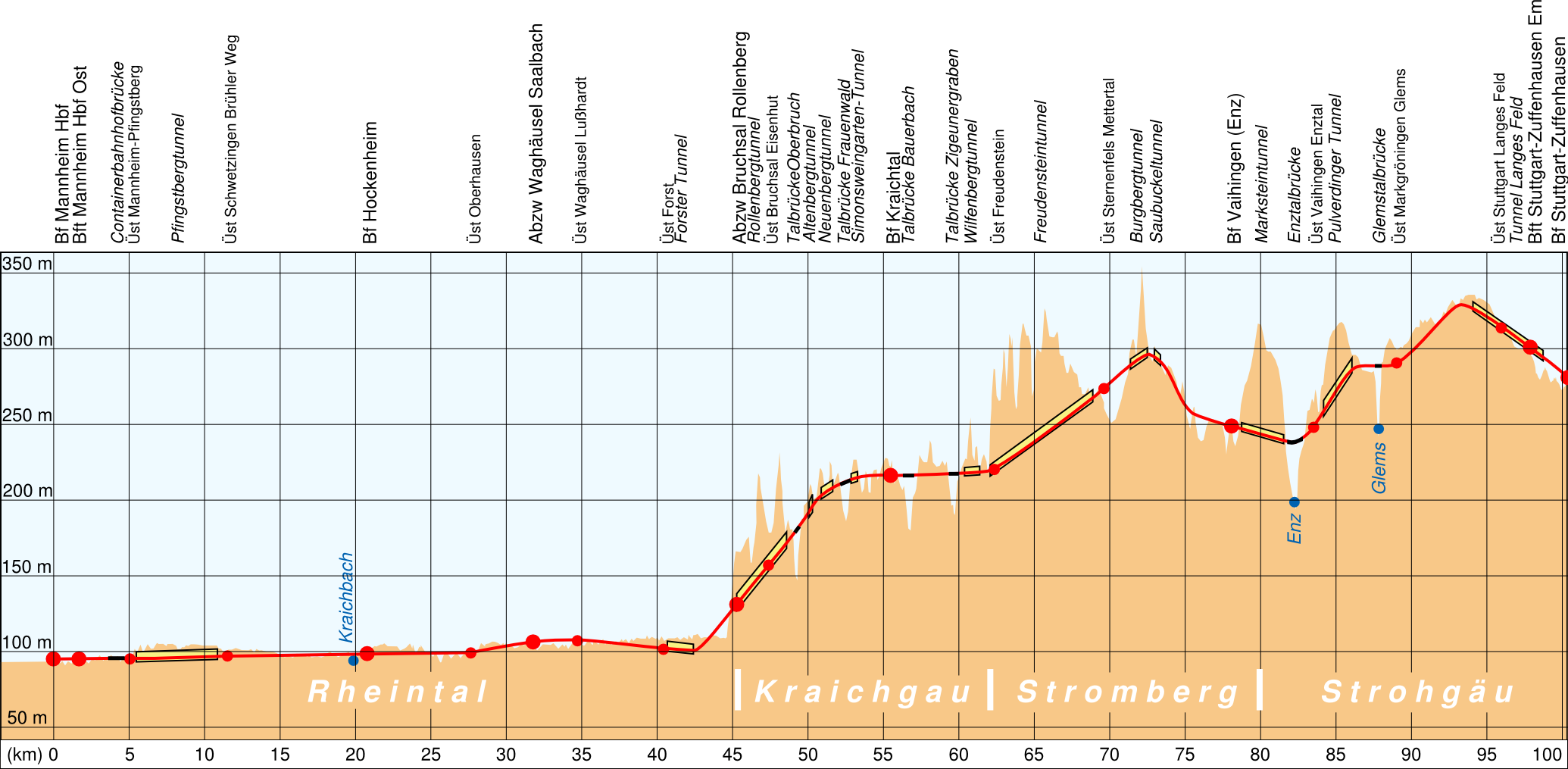
Höhenprofil der Strecke

Die Neubaustrecke verlässt den Hauptbahnhof Mannheim in südöstlicher Richtung und führt zunächst durch die Oberrheinische Tiefebene, dann durch den Kraichgau, den Stromberg und das Strohgäu zum Stuttgarter Hauptbahnhof.

### Stadtgebiet Mannheim
An die Bahnhofsausfahrt schließt die Auffahrrampe auf die 1.100 Meter lange Containerbahnhofbrücke an, wo unter anderem die Bahnstrecke nach Heidelberg und der Rangierbahnhof überquert werden. In einem darauf folgenden kurzen oberirdischen Abschnitt parallel zum Rangierbahnhof verlaufen die beiden Streckengleise auf einer Länge von ca. 2,5 km ungefähr 20 Meter getrennt voneinander, um eine Fläche freizuhalten, die für die Einfädelung einer möglichen Verbindungsstrecke von der Bahnstrecke Mannheim–Frankfurt aus Richtung Mannheim-Käfertal benötigt würde. Südöstlich dieser Stelle knickt die Schnellfahrstrecke ab in den 5380 Meter langen Pfingstbergtunnel, welcher südwärts aus dem Stadtgebiet von Mannheim herausführt.

### Von Mannheim bis zur Abzweigstelle Saalbach
Die Strecke folgt im weiteren Verlauf ebenerdig der Bundesautobahn 6 und führt in den Bahnhof Hockenheim, der im Zuge des Neubaustrecken-Baus um 150 Meter nach Westen verlegt und einschließlich zweier Überholgleise neu errichtet wurde. Hier ist gleichzeitig, abgesehen von den Bahnknoten an beiden Enden, die erste von vier Verknüpfungen der Neubaustrecke mit dem übrigen Netz. Zwischen Hockenheim und Neulußheim verläuft die Neubaustrecke parallel zur Altstrecke Karlsruhe–Mannheim, die in diesem Bereich um rund 120 Meter verlegt und mit der Bundesstraße 36 gebündelt wurde. An der folgenden Abzweigstelle Saalbach können Züge Richtung Karlsruhe aus der Schnellfahrstrecke kreuzungsfrei ausfädeln.

### Vom Forster Tunnel bis zur Metter

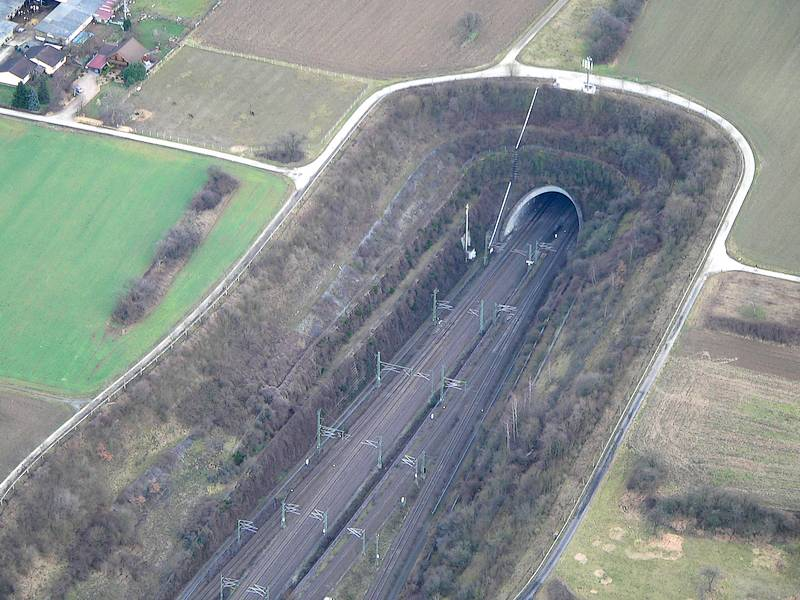
Einfädelnde Verbindungskurven am Rollenbergtunnel

Anschließend wird der Tunnel Forst durchfahren, der das Ende eines fast 40 Kilometer langen, nahezu ebenerdigen Verlaufes auf rund 100 m ü. NN markiert. Vor dem anschließenden Rollenbergtunnel beginnt ein Anstieg um etwa 130 Höhenmeter aus dem Rheintal in den Kraichgau. Vor seinem Nordwestportal fädeln an der Abzweigstelle Bruchsal Rollenberg zwei Verbindungskurven aus Richtung Heidelberg und Karlsruhe in die Strecke Richtung Stuttgart ein. Der etwa 13 Kilometer lange Anstieg endet im Bereich des Simonsweingartentunnels mit dem Erreichen eines Hochplateaus. In dieser Ebene wurde auch der einzige reine Überholbahnhof der Strecke, der Überholbahnhof Kraichtal errichtet. Der folgende Freudensteintunnel ist mit 6800 Meter der längste Eisenbahntunnel der Strecke und markiert gleichzeitig einen weiteren Anstieg in die Landschaft des Strombergs. Hier folgt die Strecke ein Stück dem Oberlauf der bei ihrem Bau verlegten Metter.

### Von Vaihingen (Enz) bis Stuttgart

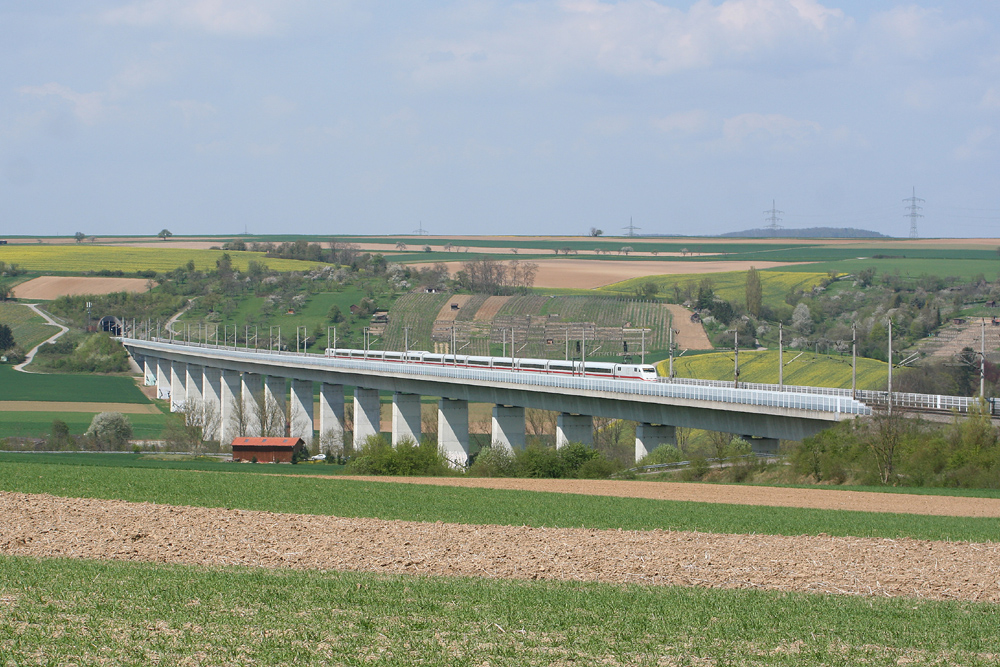
Ein ICE 1 auf der Enztalbrücke, auf dem Weg nach Mannheim

Nach einem längeren Gefälle wird der Bahnhof Vaihingen (Enz) erreicht, der die Strecke mit der verlegten Württembergischen Westbahn verknüpft. Nach Passage der Enztalbrücke, der mit 1044 Meter längsten Überführung der Neubaustrecke, beginnt ein weiterer Steigungsabschnitt, der nach rund zehn Kilometern vor dem Tunnel Langes Feld endet. Mit 325 m ü. NN erreicht die Neubaustrecke in der Röhre ihren höchsten Punkt, bevor sie vor dem Bahnhof Stuttgart-Zuffenhausen in das Bestandsnetz (Bahnstrecke Stuttgart–Würzburg) einfädelt, wo nach weiteren rund 7 Kilometer der Hauptbahnhof Stuttgart erreicht wird.

### Planung der Streckenführung
Die Trassierung der Strecke folgt zwei wesentlichen Grundsätzen. Im nördlichen Abschnitt, zwischen Mannheim und Bruchsal, wurde die Strecke weitgehend in Verkehrswegebündelung zur bestehenden Rheintalbahn trassiert, im Abschnitt zwischen Bruchsal und Stuttgart wurde möglichst ortsfern trassiert, was mehr als 100 Kilometer Baustraßen erforderlich machte.

### Höhenunterschiede, Brücken und Tunnel

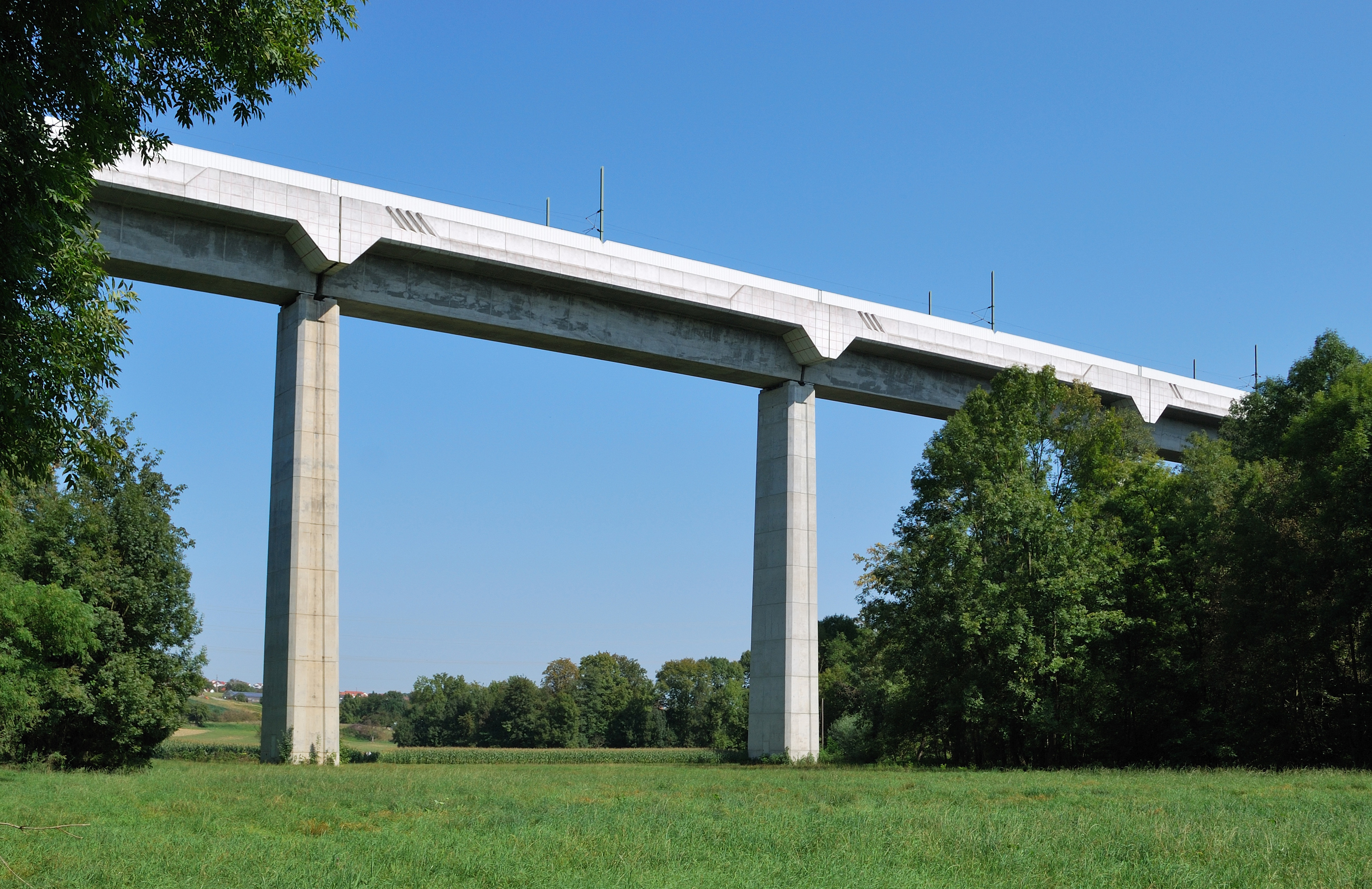
Glemstalbrücke, mit 54 Metern die höchste Brücke der Trasse

Von den 99 Streckenkilometern liegen 31 Kilometer in 15 Tunneln (30.436 Meter Gesamtlänge), 38 Kilometer in Einschnitten (oft zur Verbesserung des Lärmschutzes), 22 Kilometer in Dammlage und rund 7 Kilometer auf insgesamt 90 Brücken (Gesamtlänge, einschließlich Straßenbrücken, 26.318 Meter). Lediglich drei Prozent der Strecke verlaufen ebenerdig. Im Zuge der Baumaßnahmen wurde auch die Rheintalbahn zwischen Hockenheim und Neulußheim auf einer Länge von 6,60 Kilometern neu trassiert, die Bahnhöfe von Hockenheim und Neulußheim wurden neu errichtet. 1975 war noch ein Tunnelanteil von 22 Prozent, ein Anteil von sechs Prozent auf Talbrücken sowie ein Prozent auf Eisenbahnüberführungen geplant gewesen. Vaihingen (Enz) erhielt einen neuen Bahnhof.
Die Strecke liegt zwischen 85 Meter und 325 Meter über NN. 360 Hektar Flächen wurden dauerhaft verbraucht, das sind etwa 3,6 Hektar pro Streckenkilometer. Von der Gesamtfläche entfallen 120 Hektar auf die Gleisanlagen, der Rest wurde rekultiviert. Mit Inbetriebnahme der Neubaustrecke verkürzte sich der Schienenweg zwischen den Hauptbahnhöfen Mannheim und Stuttgart um 26 Kilometer, das entspricht 17 Prozent.

## Geschichte

### Hintergrund
Aufgrund der Überlastung der Bestandsstrecke nahm die damalige Deutsche Bundesbahn im Jahr 1966 Planungen zum Ausbau der Strecke auf. Untersuchungen zeigten schnell, dass ein Ausbau der durch rund 40 Ortschaften führenden Altstrecke nur mit massiven Eingriffen und hohen Kosten hätte erreicht werden können. Die in den 1850er Jahren errichtete Strecke ließ vor allem im Abschnitt zwischen Bruchsal und Mühlacker nur niedrige Geschwindigkeiten (bis herab zu 70 km/h) zu. Weitere Geschwindigkeitseinschränkungen auf der 129 Kilometer langen Strecke gab es im Raum Heidelberg (60 km/h).
Die Bestandsstrecke galt 1970 als überlastet. Zwischen Bretten und Mühlacker fuhren täglich 250 Züge, zwischen Bietigheim und Mühlacker 358 sowie zwischen Bietigheim und Ludwigsburg 477 bis 500. Da der zu diesem Zeitpunkt laufende Ausbau des Bestandsnetzes nicht ausreichend gewesen sei, wurde der Neubau von Hochgeschwindigkeitsstrecken erwogen. In den 1970er Jahren verkehrten täglich bis zu 180 Züge pro Tag und Richtung, nach Angaben der Bundesbahn 60 mehr als mit einem reibungslosen Betrieb vereinbar gewesen wäre. Täglich hätten bis zu 40 Güterzüge pro Richtung aufgrund fehlender Kapazität umgeleitet werden müssen. Mitte der 1970er Jahre mussten auf der Bestandsstrecke täglich bis zu 83 Güterzüge für insgesamt 20 Stunden abgestellt werden, um Personenzügen den notwendigen Vorrang zu gewähren. Da Instandhaltungs- und Wartungsarbeiten aufgrund der hohen Auslastung nur nachts möglich waren, war der Streckenunterhalt mit besonders hohen Kosten verbunden.
Zumindest bis Mitte der 1970er Jahre wurde die Strecke auch als Ergänzungsstrecke Mannheim–Stuttgart bezeichnet.
Nach Angaben der Bundesbahn hätten ohne kapazitätserhöhende Maßnahmen im Jahr 1990 36 Fernreise-, 8 Nahverkehrs- und Eilzüge sowie 19 Güterzüge nicht verkehren können. Ein (erwogener) drei- bis fünfgleisiger Ausbau der Bestandsstrecke wäre nach DB-Angaben mit zu großen Eingriffen in Siedelungsstrukturen verbunden gewesen und aufgrund der vielen engen Kurven ohne nennenswerte Geschwindigkeitserhöhungen geblieben. Schätzungen hätten Mehrkosten von etwa 25 Prozent gegenüber einer Neubaustrecke erwarten lassen. Vor diesem Hintergrund fiel die Entscheidung, eine Neubaustrecke zwischen Mannheim und Stuttgart zu errichten.

### Planung

#### Frühe Varianten
Mitte der 1960er Jahre wurde in einer Studie für den Vorstand der Deutschen Bundesbahn eine 81 Kilometer lange Neubaustrecke vorgeschlagen. Sie sollte südlich von Neulußheim aus der Strecke Mannheim–Schwetzingen–Karlsruhe und bei Langenbrücken aus der Strecke Heidelberg–Karlsruhe ausfädeln. Die südliche Einfädelung, in die bestehende Strecke Bietigheim–Stuttgart, war bei Tamm bzw. Asperg vorgesehen.
Bereits im Dezember 1968 stellte die Bundesbahn eine erste Planung für eine Neubaustrecke zwischen Ludwigsburg und Bruchsal vor. Die mit 200 km/h befahrbare Trasse sollte bei Tamm von der Altstrecke abzweigen, den Bietigheimer Bahnhof umgehen und das Enztal südwestlich von Bissingen auf einer 700 Meter langen und bis zu 45 Meter hohen Brücke überqueren. Zwischen Sersheim und Vaihingen Nord sollte die Bestandsstrecke erreicht werden, die bis Illingen abschnittsweise begradigt werden sollte. Der Bahnhof Mühlacker sollte nördlich umfahren werden und die Strecke im weiteren Verlauf bis Gondelsheim neu trassiert werden, vorbei an Kleinvillars und Ruit von Bretten bis westlich von Gondelsheim. Unter Umgehung von Bruchsal sollte diese Strecke bei Forst in die badische Hauptbahn einmünden, wobei auch die Strecke zwischen Bruchsal und Graben-Neudorf mit einbezogen werden sollte.
Überlegungen, eine Strecke auf direktem Weg zwischen Mannheim und Stuttgart zu bauen, schieden bereits in ersten Voruntersuchungen aus. Als Maßgebend für die Trassierung galten die möglichst direkte Anbindung der Personen- und Rangierbahnhöfe in Mannheim und Stuttgart und eine günstige Verknüpfung mit dem bestehenden Netz (die einen stufenweisen Bau ermöglichen sollte). Als herausragender Leitpunkt erwies sich das Kraichtal, das als einziger Raum eine wirtschaftliche vertretbare Lösung für dortigen Anstieg mit einer maximalen Längsneigung von 12,5 Promille erwarten ließ. Frühe Planungen sahen im Rheintal noch eine von anderen Verkehrswegen weitgehend unabhängige Trasse vor. Die Bundesbahn einigte sich später mit den beteiligten Gebietskörperschaften auf eine Verkehrswegebündelung in diesem dicht besiedelten Abschnitt. Obwohl die Topografie zwischen Mannheim und Stuttgart in verschiedenen Tälern kaum Tunnel und längere Brücken erfordert hätte, war bereits eine bahninterne Untersuchung von 1968 zu dem Schluss gekommen, dass damit einhergehende Zerschneidungen von Ortschaften nicht vertretbar gewesen wären, und schlug abschnittsweise Untertunnelungen vor.
Die Planungen wurden im Zuge der einsetzenden Detailplanung bereits bis 1970 zu einer nahezu durchgehenden Neubaustrecke zwischen Mannheim und Stuttgart weiterentwickelt. Die Ausfädelung sollte nunmehr bereits in Kornwestheim und Ludwigsburg erfolgen, die Enz nördlich von Asperg gequert werden. Insgesamt wurden Ende der 1960er Jahre sieben verschiedene Varianten der Streckenführung zwischen Mannheim und Stuttgart-Zuffenhausen entwickelt.

#### Vorplanung

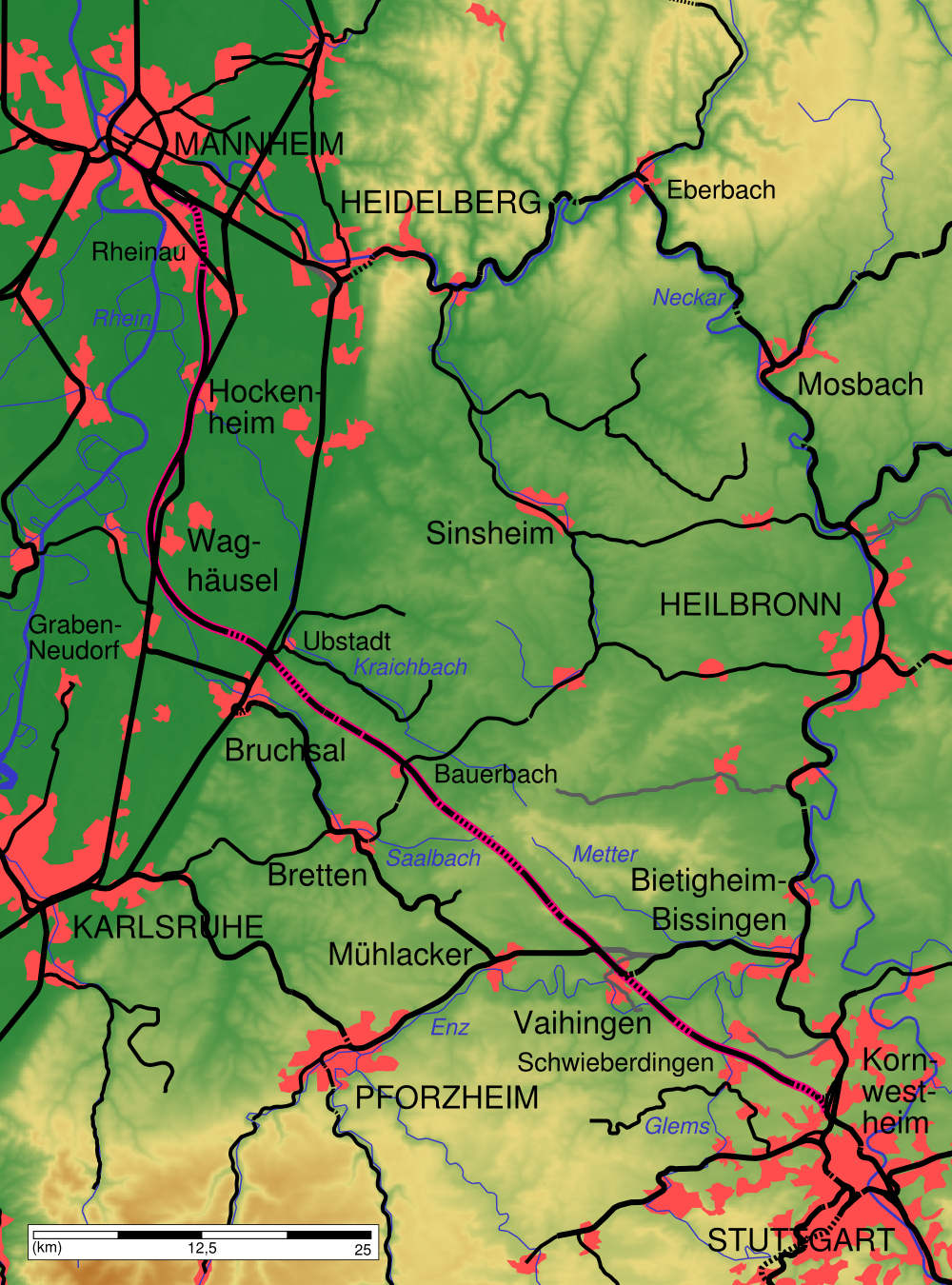
Streckenverlauf

Das Vorhaben wurde in das Ausbauprogramm für das Netz der Deutschen Bundesbahn von August 1970 aufgenommen. Nach einer Quelle sei dies die erste offiziell von der Deutschen Bundesbahn bekanntgegebene Trasse gewesen. Der Entwurf sah vor, bei Schwetzingen aus der bestehenden Strecke nach Karlsruhe abzuzweigen, nördlich an Bruchsal vorbeizufahren, den Bahnhof Vaihingen (Enz) Nord zu berühren und bei Asperg in die Frankenbahn nach Stuttgart einzumünden. In Bruchsal und Vaihingen (Enz) Nord waren dabei weitere Verknüpfungen mit der Bestandsstrecke vorgesehen, damit sollte auch eine schrittweise Inbetriebnahme ermöglicht werden. Als eine von vier Ergänzungsstrecken der höchsten Dringlichkeitsstufe sollte die Strecke bis 1980 in Betrieb genommen werden.
Favorisiert wurde im Zuge des Raumordnungsverfahrens zunächst eine Trasse, die im Rheintal weitgehend parallel zur Bestandsstrecke und ab Wiesental gradlinig Richtung Stuttgart verlaufen wäre und mit 230 km/h befahrbar sein sollte. 1970 war ein Tunnelanteil von sieben bzw. neun Prozent vorgesehen.
Erste Prognosen in den Jahren 1971 und 1972 führten zunächst zu einer teilweise dreigleisigen Planung, um die erwarteten Verkehrsmengen bewältigen zu können. Die Ölkrise von 1973 und eine Rezession (1974/1975) mündeten Mitte der 1970er Jahre zu vorsichtigeren Prognosen, für die eine zweigleisige Ausführung ausreichend war. Aus betriebswirtschaftlichen Überlegungen ging ferner eine Reduzierung der zunächst herzustellenden Ausbaugeschwindigkeit auf 250 km/h hervor. Als maximale Längsneigung war anfangs ein Grenzwert von 25 Promille angedacht, anschließend 18 und schließlich 12,5 Promille.
Im Februar 1973 wurde eine erste Grobtrassierung der Strecke dem Ministerium für Wirtschaft, Mittelstand und Verkehr des Landes Baden-Württemberg vorgestellt. Im September 1973 stellte die Bundesbahndirektion Stuttgart der Presse die geplante Neubaustrecke vor. Die Bauarbeiten sollten 1974 beginnen, die Strecke 1982 in Betrieb genommen werden. Die geplanten Kosten lagen bei einer Milliarde DM. Der Tunnelanteil lag bei 20 Prozent. Das Projekt wurde, mit geschätzten Kosten von 1,165 Milliarden DM und einer kalkulierten Bauzeit von achteinhalb Jahren, auch in den Bundesverkehrswegeplan 1973 aufgenommen.
Am 19. Februar 1974 stimmte die Landesregierung von Baden-Württemberg der groben Trassierung der Neubaustrecke grundsätzlich zu. Dabei wurden drei Bedingungen gestellt: Es sollten Schallgutachten und Landschaftspläne aufgestellt und laufende Verhandlungen mit Fachbehörden und Gemeinden fortgeführt werden.
In weiteren Diskussionen mit Land und Gemeinden wurde schließlich eine weitgehend siedlungsferne Trassierung, teilweise in Bündelung mit bestehenden Verkehrswegen, entwickelt. Die Bundesbahn erhoffte sich durch die damit verminderte Zahl von Konfliktpunkten, das Vorhaben einfacher durchsetzen zu können. In den Jahren 1973 und 1974 entwickelten die Bundesbahndirektionen Karlsruhe und Stuttgart dazu eine Reihe von Trassenvarianten, um den Wünschen betroffener Kommunen entgegenzukommen.
Auf der daraus entwickelten 108 Kilometer langen Strecke sollte sich die Fahrzeit mit TEE- und Intercity-Zügen zwischen Mannheim und Stuttgart von 80 Minuten auf 39 Minuten vermindern und sich die Fahrzeit von Schnell- und Güterzügen etwa halbieren. Ausgehend von dieser Einigung begannen die Bundesbahndirektionen Karlsruhe und Stuttgart mit der weiteren Planung. Am 11. Dezember 1974 stimmte auch das Bundeskabinett der geplanten Trasse zu. Der Bundesverkehrsminister wies die Deutsche Bundesbahn im gleichen Monat in seinen unternehmenspolitischen Zielvorgaben an, die Strecke zu bauen.

Im Juni 1975 bezifferte die Bundesbahn die geplanten Baukosten auf 2,4 Milliarden DM bei einer geplanten Bauzeit von acht Jahren. Einen Monat später forderte der Bundesminister für Verkehr die DB auf, eine kostengünstigere Trasse zu entwickeln. Die daraufhin vorgelegte „Spartrasse“, die von der Deutschen Bundesbahn als „technische Lösung“ bezeichnet wurde, enthielt weniger Tunnel: So sollten im 40 Kilometer langen Bereich der Bundesbahndirektion Stuttgart statt zuvor 17,6 Kilometer nur noch 12,0 Kilometer unterirdische Abschnitte entstehen. Die Anfang 1974 grundsätzlich noch von der Idee überzeugte Landesregierung zeigte sich enttäuscht von den nunmehr vorliegenden detaillierten Plänen: Wirtschaftlichkeitserwägungen hätten in den Plänen der Bundesbahn absoluten Vorrang vor allen anderen Überlegungen gehabt. Am 27. November 1975 kritisierte auch Ministerpräsident Filbinger die Pläne: Die Bundesbahn müsse auf die Neubaustrecke verzichten, wenn sie aus Gründen der Sparsamkeit auf Landschafts- und Umweltschutz verzichten wolle. In dem am 9. Dezember 1975 verabschiedeten Generalverkehrsplan Baden-Württemberg forderte das Land einen baldigen Baubeginn der Neubaustrecke.
Bis Mitte 1975 war die Grobplanung mit Ausnahme des Bereichs Oberderdingen/Knittlingen, wo noch eine landesplanerische Begutachtung lief, abgeschlossen.

#### Planfeststellungsverfahren und weitere Diskussionen
Am 1. April 1974 wurde das erste Planfeststellungsverfahren, für einen 1,7 Kilometer langen Abschnitt in Mannheim, eingeleitet. Die ersten drei Planfeststellungsbeschlüsse, die zusammen die rund zehn Streckenkilometer im Bereich von Mannheim ausmachten, wurden als erste nach je anderthalbjähriger Verfahrensdauer erlassen. Am 10. August 1975 wurde der erste Planfeststellungsbeschluss erlassen, für einen 600 Meter langen Abschnitt in Mannheim (Streckenkilometer 1,7 bis 2,3). Am 30. Dezember 1975 erteilte der Bundesminister für Verkehr die Genehmigung zum Bau der Gesamtstrecke nach § 14 Abs. 3c Bundesbahngesetz. Die geplanten Baukosten lagen (zum Preisstand von 1975) bei 2,5 Milliarden D-Mark, die durch den Bund getragen werden sollten. Die Entwurfsgeschwindigkeit war von den ursprünglich vorgesehenen 300 km/h auf 250 km/h reduziert worden. Vorgesehen war ein Gleisabstand von 5,4 Meter (später: 4,70 Meter), während Mindesthalbmesser (7.000 Meter) und maximale Steigung (12,5 Promille) den später realisierten Trassierungsparametern entsprachen. Der geplante Tunnelanteil lag bei 23 Prozent.
Im April 1976 richtete die Bundesbahn die Bahnbauzentrale ein, die für Planung und Bau der Strecke verantwortlich und unmittelbar dem Vorstand der Deutschen Bundesbahn unterstellt war. Ihr wurde eine Projektgruppe für die Realisierung der Mannheim-Stuttgarter Neubaustrecke untergeordnet. Gegenüber den beteiligten Bundesbahndirektionen war sie weisungsbefugt. Noch 1976 war geplant, Huckepackverkehr auf der Strecke abzuwickeln. Die Strecke sollte 2,5 Milliarden D-Mark (rund 1,3 Milliarden Euro) kosten und ihre Fahrbahn teilweise auf Stützbauten statt auf Dämmen lagern, um Raum zu sparen. Im Mai 1976 übernahm die in Karlsruhe beheimatete Projektgruppe die NBS-Planung von den Bundesbahndirektionen Karlsruhe und Stuttgart.
1977 wurde die Strecke in das Koordinierte Investitionsprogramm für die Bundesverkehrswege aufgenommen. Im gleichen Jahr wurden alle Planfeststellungsverfahren im Bereich der Bundesbahndirektion Karlsruhe (60 Meter) eingeleitet. Die Inbetriebnahme der Gesamtstrecke, als erste Neubaustrecke der Bundesbahn, war dabei schrittweise bis 1985 vorgesehen.
Als erste deutsche Neubaustrecke war sie bereits 1977 durch das Bundesverkehrsministerium vollständig genehmigt gewesen, einige Brücken und Tunnel zwischen Mannheim und Hockenheim waren zu dieser Zeit bereits im Bau. Dieser Abschnitt sollte bis 1979 in Betrieb gehen. Die Inbetriebnahme der gesamten Strecke wurde für 1985 erwartet.
Die baden-württembergische Landesregierung rückte im Jahr 1976 wieder von ihrer Zustimmung ab und erhob eine Reihe zusätzlicher Forderungen, die von der damaligen Bundesbahn als nicht erfüllbar eingestuft wurden. Laut Bahnangaben hätten die Maßnahmen einen Mehraufwand von 368 Millionen DM bedeutet, während gleichzeitig die bisherigen Maßstäbe im Verkehrswegebau völlig verlassen worden wären. Das Land wandte sich daraufhin an den Bundesminister für Verkehr.

Nach langwierigen Verhandlungen konnte am 27. Oktober 1978 ein Kompromiss erzielt und in einer Vereinbarung zwischen Bundesverkehrsministerium und der Landesregierung festgehalten werden, der eine Fortsetzung der noch ausstehenden Planfeststellungsverfahren ermöglichte. Während das Land dabei auf einem Teil seiner Forderungen verzichtete, wurde die Realisierung anderer Maßnahmen vertraglich fixiert. Für die Erfüllung dieser Landesforderungen stellte der Bund zusätzliche 135 Millionen DM bereit, während sich das Land verpflichtete, das Projekt im Rahmen seiner Möglichkeiten zu fördern. Im Rahmen des Pakets wurde die Trasse an einigen Stellen, die Gradiente um bis zu 20 Meter abgesenkt sowie Tunnel neu geschaffen bzw. verlängert. Daneben kündigte das Land Baden-Württemberg an, bei Bahnbauten dieselben Maßstäbe wie bei Straßenbauten anzuwenden.
Nach dieser Einigung konnten ab Frühjahr 1979 die noch ausstehenden Planfeststellungsverfahren eingeleitet werden. Bis Mitte 1979 lagen in vier von 25 Planfeststellungsabschnitten die Baugenehmigungen vor.
Anfang Dezember 1978 erklärte der Präsident der Bundesbahndirektion Karlsruhe, Heinz Bubel, dass die Gesamtstrecke nicht vor 1985 fertiggestellt werde. Ein noch späterer Termin sei möglich, falls es durch Bürgerinitiativen zu weiteren Verzögerungen kommen solle. Das Teilstück Mannheim–Schwetzingen sollte 1981 abgeschlossen werden. Die geplanten Kosten lagen bei mehr als 2,5 Milliarden DM. Im Februar 1979 rechnete die DB mit bereits Baukosten von 3,3 Milliarden DM und einer Fertigstellung bis 1985. Mitte November 1979 kündigte die Staatsbahn eine fünfjährige Bauverzögerung infolge des Widerstands von Bürgern und Kommunen an. Damit sei ebenfalls ein jährlicher Verlust von 200 Millionen DM verbunden gewesen.
Ende 1980 lag das Baurecht für die Planfeststellungsabschnitte 1a, 1b und 1c (Mannheim, mit Pfingstbergtunnel), 2c (Schwetzingen Süd) und 4b/4c (Verknüpfung mit der Rheintalbahn in Graben-Neudorf) vor. In allen übrigen Bereichen war das Planfeststellungsverfahren eingeleitet, in acht Bereichen hatten die Erörterungstermine stattgefunden. Am 1. September 1981 waren acht Abschnitte mit einer Gesamtlänge von 30 Kilometer planfestgestellt, fünf Abschnitte abschließend erörtert. In weiteren drei Abschnitten hatte der Erörterungstermin stattgefunden, in einem Abschnitt wurde der Beschluss beklagt. Für die übrigen Abschnitte war die Planfeststellung beantragt.
Bis 1983 wurden das Verfahren in allen 13 Planfeststellungsabschnitten (größtenteils mit Unterabschnitten) sukzessive eröffnet. In der Regel wurden die Lose noch während des laufenden Planfeststellungsverfahrens ausgeschrieben und an Arbeitsgemeinschaften vergeben.
Während die Planungen bei den Kommunen im nördlichen Streckenabschnitt (Rheintal) überwiegend auf Zustimmung stieß, erhoben die Kommunen im südlichen Streckenabschnitt (Bruchsal–Stuttgart) zahlreiche Forderungen, deren Umfang von der Bundesbahn 1981 auf rund 600 Millionen DM beziffert wurden. Dabei handelte es sich vielfach um Tunnel. Anfang der 1980er hätten sich diese nach DB-Angaben die Fronten gelockert. Mit den Kommunen seien vielfach Vereinbarungen über Veränderungen an der Planung abgeschlossen worden, wobei die Kommunen im Gegenzug auf Einwendungen und Klagen verzichtet hätten.
Im Bundesverkehrswegeplan 1980 war die Strecke eines von drei Eisenbahn-Neubauvorhaben der Stufe I, die bis 1990 realisiert werden sollten.

#### Widerstand aus der Bevölkerung
Das Neubauvorhaben wurde unterschiedlich bewertet. Während die Aktionsgemeinschaft Schnellbahntrasse und einzelne K-Gruppen die Neubaustrecke grundsätzlich ablehnten, forderten andere Initiativen, Umweltschutzverbände und Kommunen insbesondere einen deutlich größeren Tunnelanteil. Andere Kommunen sprachen sich dagegen grundsätzlich für das Projekt aus.
Eine Vielzahl von Bürgerinitiativen zog gegen das Neubauprojekt zu Felde. Gegen die Strecke waren bis 1982 mehr als 4.000 Einwendungen erhoben worden. Von 20 Klagen wurden 17 nach außergerichtlicher Einigung zurückgenommen. Teilweise hätten Lokalpolitiker unter der Hand u. a. die Errichtung von Schwimmbädern und Kindergärten als Gegenleistung für politische Unterstützung verlangt. Insgesamt summierte sich die Zahl der Einwendungen auf mehr als 6.000, die sich nicht zuletzt in zahlreichen Linienänderungen manifestierten. Nach einer anderen Quelle seien insgesamt 4964 Einwendungen und 111 Klagen erhoben worden.
Die Bundesbahn rechnete in allen 25 Planungsabschnitten mit Klagen, letztlich wurden fast 130 Gerichtsverfahren von rund 200 Klägern um die Strecke geführt. Mehr als 1.000 Anrainer hatten sich allein in der Aktionsgemeinschaft Schnellbahntrasse zusammengeschlossen, die von einem anhaltenden Verkehrsrückgang auf der Schiene ausging und daher die bloße Notwendigkeit der Neubaustrecke anzweifelte. Der Bundesverband der Bürgerinitiativen Umweltschutz sowie der Bund für Umweltschutz und Naturschutz befürworteten hingegen die Neubaupläne.
Infolge der Proteste wurde der Bau an Teilstücken zeitweise komplett eingestellt. An sieben Stellen wurden wegen der Proteste der Anwohner schließlich Tunnel in offener Bauweise errichtet. Der längste Tunnel dieser Art war der Pfingstbergtunnel, der in Mannheim-Rheinau durch einen als Wasserschutzgebiet ausgewiesenen Wald führt. Der Bauernverband forderte, weite Teile der Strecke im Tunnel zu führen, um Ackerflächen zu erhalten. Auch die Stadt Markgröningen verlangte eine vollständige Führung der Schnellfahrstrecke im Tunnel auf ihrem Gebiet.
Erst in den 1980er Jahren ebbte der Widerstand gegen die Neubaustrecke ab. Das Bundesverwaltungsgericht wies im Juli 1990 eine Klage der Aktionsgemeinschaft Schnellbahntrasse gegen die Strecke als Ganzes ab. Sie war die einzige von mehr als hundert Klägern, die in die höchste Instanz ging.
Zwischenzeitlich wurde die Strecke auch in das Koordinierte Investitionsprogramm von 1977 sowie in die Bundesverkehrswegepläne von 1980 und 1985 aufgenommen. 1980 lagen die geplanten Baukosten bei 3,4 Milliarden D-Mark (zum Preisstand von 1979) bzw. 2,9 Milliarden D-Mark (zum Preisstand von 1975). Eine Neubewertung der volks- und betriebswirtschaftlichen Nutzen im Auftrag des Bundesverkehrsministeriums ergab für die Strecke Mitte 1983 einen Nutzen-Kosten-Faktor von 4,9 sowie einen Erlös-Kosten-Faktor von 3,7.
Nachdem die Inbetriebnahme der ersten beiden deutschen Neubaustrecken zunächst für das Jahr 1985 vorgesehen gewesen war, kam es infolge unerwartet langer Planungsverfahren Anfang der 1980er Jahre zu einer Verschiebung bis in das Jahr 1993. So war bei Baubeginn (1976) mit der Fertigstellung der gesamten Strecke im Jahr 1984 (andere Quellen: 1985) gerechnet worden. 1980 war die Fertigstellung für 1990 geplant. Der im Mai 1982 neu ins Amt eingeführte Bundesbahnvorstand beschloss im Juli 1982, die Strecke weiter zu bauen und die Inbetriebnahme in das Jahr 1991 vorzuverlegen. Im Zuge des Projekts HGV fiel im Mai 1984 die Entscheidung, die Strecke bereits ab ihrer Inbetriebnahme mit 250 km/h schnellem Hochgeschwindigkeitsverkehr zu befahren und entsprechend auszubauen.
Am 30. April 1984 wurde das letzte Planfeststellungsverfahren, für einen Abschnitt bei Vaihingen (Enz), abgeschlossen. Laut einer anderen Quelle habe als letzter Planfeststellungsbeschluss der für den Bereich Kornwestheim im März 1984 Rechtskraft erlangt. Im Oktober 1985 lag für die gesamte Strecke schließlich das Baurecht vor.
Um die Strecke wurden mehrere tausend Vor-Ort-Diskussionen geführt.
In den späten 1980er Jahren wurde nachträglich die Verbindungskurve Bruchsal eingeplant. Die eingleisige und mit 100 km/h befahrbare Kurve ergänzte die Verbindungskurve Ubstadt (zur Anbindung der Bahnstrecke Richtung Heidelberg am Rollenbergtunnel) und sollte insbesondere auch dem Regional-/Interregio-Verkehr in Süd-Ost-Richtung dienen. Ein weiterer, wesentlicher Zweck war die angedachte europäische Hochgeschwindigkeitsverbindung zwischen Paris, Straßburg, München und Wien.

#### Entwurfsparameter
Die minimalen Kurvenradien der Trasse von 7000 Meter (Regelwert) bzw. 5100 Meter (Ausnahmewert) ergaben sich aus dem geplanten Mischbetrieb von Personen- und Güterzügen mit Höchstgeschwindigkeiten zwischen 80 und 250 km/h. Um übermäßigen Verschleiß zu vermeiden, wurde der Höchstwert der Überhöhung herabgesetzt. In den Räumen Mannheim und Stuttgart gelten verminderte Entwurfsgeschwindigkeiten mit geringeren Radien und größeren Überhöhungen. Die Entwurfsgeschwindigkeit beträgt 300 km/h, bei einem Überhöhungsfehlbetrag von 130 Millimetern.
Die Trassierung wurde ursprünglich für den Mischverkehr 80 km/h schneller Güter- und 250 km/h schneller Personenzüge entworfen. Daraus ergab sich der Mindestradius von 5100 m mit einer Überhöhung von 65 mm bei einem Überhöhungsfehlbetrag von 80 mm für Reisezüge bzw. einem Überhöhungsüberschuss von 50 mm für Güterzüge. Während des Projekts Hochgeschwindigkeitsverkerkehr wurde die Berechnungsgeschwindigkeit für Güterzüge auf 120 km/h heraufgesetzt. Der damit einhergehende größere Mindestradius konnte aufgrund des Baufortschritts nicht mehr umgesetzt werden, stattdessen wurde die Überhöhung auf 90 mm heraufgesetzt.
Die maximale Steigung von 1,25 Prozent ergab sich aus der Forderung, auch in solchen Steigungen mit schweren Güterzügen nach einem Halt wieder anfahren zu können. Der Gleismittenabstand von 4,70 Meter resultierte aus der Bedingung, auch überbreite Sendungen im Güterverkehr transportieren zu können. Für einen reinen Personenverkehrsbetrieb wären dagegen etwa 4,20 Meter ausreichend gewesen.
Noch Mitte der 1970er Jahre war geplant, die Strecke in einer ersten Ausbaustufe zunächst nur mit bis zu 200 km/h zu befahren und einen späteren Ausbau für bis zu 300 km/h offenzulassen.

### Bau
Mit dem ersten Rammschlag an der Containerbahnhofbrücke Mannheim durch Bundesverkehrsminister Gscheidle begannen am 20. August 1976 die Bauarbeiten an der Neubaustrecke. Als erstes Bauwerk der Strecke wurde sie bereits 1978 fertiggestellt. Nicht zuletzt infolge der zahlreichen Proteste waren 1979 statt ursprünglich geplanter rund 50 erst etwa zehn Kilometer Schienen verlegt. 1983 waren 9,56 Kilometer im Bereich von Mannheim weitgehend fertiggestellt (Gleise, Signal- und Fahrleitungsmasten fehlten noch). Erst 1983 konnten in den meisten Abschnitten die Bauarbeiten beginnen. Anfang 1984 waren rund 17 Streckenkilometer im Bau. 1985 liefen auf knapp 75 Kilometer die Bauarbeiten bzw. -vorbereitungen. Mehr als eine Milliarde DM war bis dahin investiert worden. Am 4. Dezember 1985 erfolgte am Wilfenbergtunnel der erste Durchschlag eines Tunnels der Strecke.

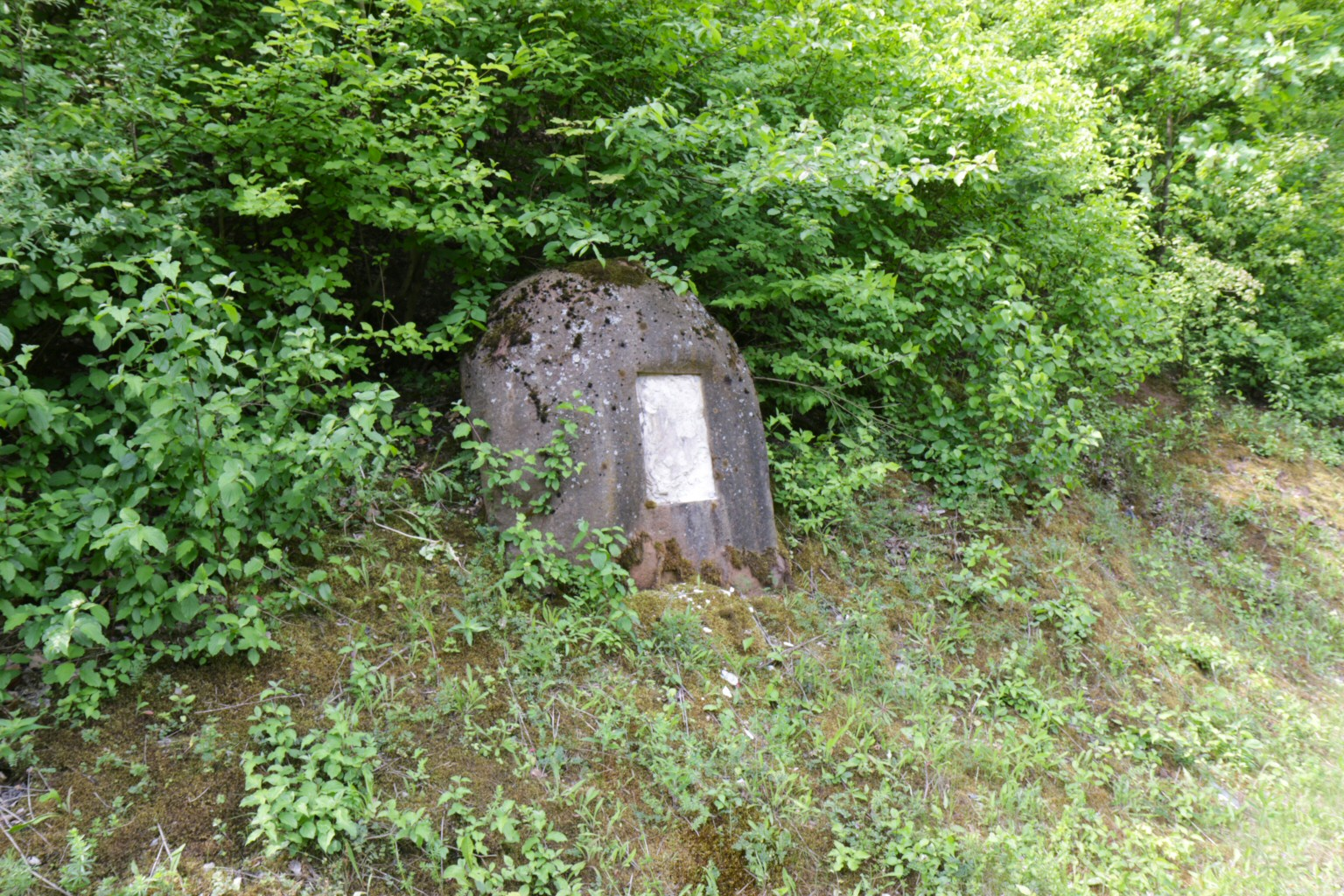
Gedenkstein am 50. Streckenkilometer der Neubaustrecke

Am 1. März 1989 wurde bei Markgröningen der 2500. der rund 2900 Oberleitungsmasten aufgestellt, am 5. Oktober 1989 hatten die Gleisarbeiten den Streckenkilometer 50 erreicht. Der Freudensteintunnel wurde als letzte Röhre der Strecke wenige Monate vor Eröffnung fertiggestellt. Der Lückenschluss der Gesamtstrecke erfolgte im Herbst 1990. Mit Ausnahme von Restarbeiten war die gesamte Strecke am 7. Januar 1991 fertiggestellt.
Die Bahnstrecke Heidelberg–Speyer war vorübergehend als Baustellenzufahrt für die Neubaustrecke reaktiviert worden.
Für den Bau der Strecke wurden 15 Flurbereinigungsverfahren mit 13.271 Grundstücksbesitzern über 13.600 Hektar Fläche durchgeführt. 64 der 99 Streckenkilometer führen durch flurbereinigtes Gebiet, der Rest durch Wälder oder Tunnel. Durch die Strecke werden dauerhaft 390 Hektar in Anspruch genommen, weitere 460 Hektar wurden vorübergehend in der Bauphase beansprucht.

#### Bautechnik
Der Tunnel Forst liegt in seiner gesamten Länge unter dem Grundwasserspiegel und erforderte eine neue Wasserhaltungstechnik. Der Freudensteintunnel durchfährt Gipskeuper, der bei Regen auf dem Deckgebirge stark arbeitet und aufwändige Sicherungsmaßnahmen erforderte, die erstmals angewandt wurden.
Auf einer Länge von einem Kilometer wird bei Schwetzingen eine Wasserschutzzone durchfahren. Um das Grundwasser vor möglichen Verunreinigungen bei Unfällen zu schützen, wurde der gesamte Einschnitt in diesem Bereich mit einer Kunststofffolie umgeben, die bis einen Meter über Schienenoberkante reicht. Diese wurde anschließend mit Erde überdeckt.
Zur Unterquerung der Bundesautobahn 6 beim Kilometer 17 war es erforderlich, die Fernstraße in diesem Bereich auf einer Länge von zwei Kilometern um drei Meter höher zu legen. Nur damit konnte, unter Einhaltung der maximalen Steigung, eine weitere Absenkung der Strecke in das Grundwasser vermieden und ein Industriegleis überquert werden, welches an die Bahnstrecke Mannheim–Rastatt angeschlossen bleiben konnte. Im Zuge der Bauarbeiten musste auch die Bundesstraße 36 zwischen Hockenheim und Neulußheim neu trassiert werden.
Bei Oberhausen-Rheinhausen wird eine ehemalige Kiesgrube mit bis zu 15 Meter tiefen Seen durchfahren. Ab 1978 war dieser besondere Baugrund durch umfassende Untersuchungen und Probeschüttungen untersucht worden.

### Inbetriebnahme
Bereits am 2. Juni 1985 ging die Westliche Einführung der Riedbahn in den Hauptbahnhof Mannheim (9,5 Kilometer) als Verlängerung der zukünftigen Neubaustrecke Richtung Frankfurt in Betrieb. Damit konnten Züge ohne Fahrtrichtungswechsel zwischen Stuttgart und Frankfurt am Main über Mannheim verkehren. Frühzeitig fertiggestellt wurde die Verbindung der Neubaustrecke mit der Rheintalbahn (aus Richtung Karlsruhe). Der rund fünf Kilometer lange Streckenabschnitt zwischen Graben-Neudorf und der Abzweigstelle Saalbach diente dabei zunächst als Baustellenzufahrt.
Am 5. März 1986 wurde der Abschnitt zwischen Mannheim und Hockenheim erstmals von einem Zug befahren. Eigens für diesen Zweck war ein VT 98 aus Nürnberg überführt worden. Auf der Rückfahrt fuhren Journalisten mit. Am 1. September 1986 ging der retrassierte Abschnitt der Rheintalbahn, einschließlich des neuen Verknüpfungsbahnhofs Hockenheim, in Betrieb.
Am 2. Februar 1987 wurde die Oberleitung im Nordabschnitt unter Strom gesetzt, gefolgt von verschiedenen Probe- und Zulassungsfahrten. Ab 8. April 1987 war der ICE-Vorläuferzug InterCityExperimental zu Versuchsfahrten auf dem ersten fertiggestellten Streckenabschnitt, zwischen Mannheim und der Ausfädelung nach Karlsruhe, unterwegs. Die etwas größere Länge des Abschnitts gegenüber dem ab 1986 genutzten Testabschnitt auf der Schnellfahrstrecke Hannover–Würzburg erwies sich insbesondere für Laufuntersuchungen des ICE-Vorläuferzuges als vorteilhaft. Während der Versuchsfahrten war der vierteilige Triebzug unter anderem auch mit einem Mess- sowie einem regulären Großraumwagen der Gattung Bpmz 291.2 zur Optimierung eines neuen Drehgestell-Typs (MD 522) unterwegs. Mit Geschwindigkeiten von 360 bzw. 305 km/h wurden neue Geschwindigkeitsrekorde für Personen- und Messwagen aufgestellt.
Als erstes Teilstück der Neubaustrecke wurde am 31. Mai 1987 der 31,80 Kilometer lange Abschnitt zwischen Mannheim und der Abzweigstelle Saalbach sowie die 8,40 Kilometer lange Verbindungsstrecke zur Bahnstrecke Mannheim–Rastatt nach Graben-Neudorf offiziell eröffnet. Das mit wenigstens 200 km/h befahrbare Schnellfahrnetz der Bundesbahn wuchs damit auf eine Gesamtlänge von 510 Kilometer an. Dieser erste Neubaustrecken-Abschnitt einschließlich der Anbindung bis Graben-Neudorf und der westlichen Riedbahn-Einführung in Mannheim kostete rund 1,2 Milliarden D-Mark (Stand: 1986). Mit dem neuen Abschnitt konnte die Rheintalbahn entlastet und ein gleichmäßig getakteter Nahverkehr eingerichtet werden. Aufgrund von Unterbauproblemen wurde die Höchstgeschwindigkeit auf dem Teilabschnitt Ende 1988 vorübergehend auf 140 km/h herabgesetzt.
Mit Abschluss der Bauarbeiten begannen im Januar 1991 die Abnahme-, Probe- und Personalschulungsfahrten im 71,18 Kilometer langen Abschnitt zwischen der Abzweigstelle Saalbach und der Einfädelung in Stuttgart. Bei den Hochtastfahrten zur Zulassung befuhren Messfahrzeuge die Strecke beginnend mit 160 km/h, mit Steigerungen um jeweils 10 km/h. Die Abnahmegeschwindigkeit von 310 km/h (zulässige Höchstgeschwindigkeit von 280 km/h zuzüglich zehn Prozent Reserve) musste auf mindestens fünf Fahrten zur Zulassung erreicht werden. Die Abnahmefahrten wurden bis 1. April 1991 abgeschlossen. Anschließend folgten Ausbildungsfahrten für das Personal. Vor Inbetriebnahme der beiden ersten Schnellfahrstrecken unternahmen dabei zwischen ein- und zweitausend Triebfahrzeugführer Streckenkundefahrten und wurden mit den technischen Besonderheiten (z. B. Führerstandssignalisierung, Notbremsüberbrückung) vertraut gemacht.
Am 9. Mai 1991 wurde die Schnellfahrstrecke auf ihrer ganzen Länge in Betrieb genommen. Der Eröffnungszug mit 600 geladenen Ehrengästen (darunter Bundesbahn-Chef Dürr, Ministerpräsident Teufel und Oberbürgermeister Rommel) fuhr am Mittag des 31. Mai vom Stuttgart über Mannheim zurück nach Stuttgart. Zu einem Bahnhofsfest am Hauptbahnhof Stuttgart wurden mehrere zehntausend Besucher erwartet. Öffentliche Schnupperfahrten waren bereits Monate zuvor ausverkauft gewesen.
Am 2. Juni 1991 wurde der reguläre Betrieb auf der gesamten Strecke aufgenommen. Die neue ICE-Linie 6 führte von Hamburg, Hannover, Göttingen, Kassel-Wilhelmshöhe, Fulda, Frankfurt am Main, Mannheim, Stuttgart, Ulm und Augsburg nach München. Die Reisezeit von Mannheim nach Stuttgart reduzierte sich von 77 Minuten auf 40 Minuten, zwischen Stuttgart und Frankfurt von 131 Minuten auf 82 Minuten. Die zulässige Streckenhöchstgeschwindigkeit war zunächst auf 250 km/h beschränkt.

### Kosten und Nutzen
Die Gesamtkosten des Projekts betrugen 4,336 Milliarden DM (2,217 Milliarden € – prognostizierte Abrechnungssumme mit Stand von Mitte 1994, gebildet durch Addition der tatsächlichen Ausgaben über die Geschäftsjahre). Als wesentliche Gründe für die Überschreitung der ursprünglich geplanten Kosten wurden 1994 gestiegene Baupreise (+70 Prozent von 1972 bis 1991) sowie die „teilweise äußerst ungünstigen geologischen und siedlungsgeographischen Entwicklungen“ genannt. Inflationsbereinigt sei die Genehmigungssumme „in etwa“ eingehalten worden.
1973 wurde die 105 Kilometer lange Variante mit rund 900 Millionen DM (rund 460 Millionen Euro) kalkuliert. Anfang April 1980 bezifferte die DB die nach aktuellem Stand mit 3,4 Milliarden DM. Ende 1983 wurden 3,75 Milliarden DM kalkuliert (Preisstand: Januar 1983). Bis Ende 1983 waren dabei 0,7 Milliarden DM investiert und Aufträge im Umfang von 0,9 Milliarden DM vergeben.
Ende 1984 gab die Bundesbahn eine Kostensenkung bei den beiden ersten Neubaustrecken bekannt. So sollten die Gesamtkosten bei 14,7 Milliarden DM (etwa 7,5 Milliarden €) insgesamt 850 Millionen DM (etwa 435 Millionen €) niedriger liegen als zuvor geplant (Preisstand: 1. Januar 1984). Die Behörde begründete diese Entwicklung u. a. mit kostensparenden Tunnelbaumethoden, genaueren Kalkulationsmöglichkeiten im Zuge der fortschreitenden Realisierung und die Konkurrenzsituation in der Bauindustrie. Anfang 1986 lagen die geplanten Baukosten der Neubaustrecke bei 3,65 Milliarden DM (Preisstand: 1985, etwa 1,87 Milliarden €). Mitte der 1970er Jahre rechnete die DB mit jährlichen Mehreinnahmen in Höhe von 213 Millionen DM (etwa 109 Millionen €) durch die Strecke, entsprechend einer Investitionsrendite von mehr als acht Prozent. 1987 lagen die geschätzten Kosten bei 3,76 Milliarden DM.
Ende 1990 wurden die Gesamtkosten, zum Preisstand 1989, mit 4,058 Milliarden DM angegeben. Zwischen 1986 und 1989 waren 2,344 Milliarden DM verausgabt worden. Tunnel und Brücken machen etwa die Hälfte der Gesamtkosten aus.
Im Zuge der am 15. Juni 1971 beauftragten Korridoruntersuchungen wurden bis Dezember 1974 erstmals die Kosten von Projekten verschiedener Verkehrsträger in drei ausgewählten Korridoren dem Nutzen vergleichend gegenübergestellt. Zwischen Mannheim und Stuttgart wurden dabei auch zwei Autobahn- und ein Bundesstraßen-Projekt geprüft. Der Mannheim-Stuttgarter Strecke wurde dabei die höchste Dringlichkeit zugeordnet, noch vor den Strecken Hannover–Würzburg und Köln–Groß-Gerau. Unter den vier Mitte der 1970er Jahre geplanten Neubaustrecken wies die Strecke die mit einem Nutzen-Kosten-Faktor von 10,28 höchste Bewertung auf. Auch um 1978 habe die Strecke unter den sechs geplanten Neubaustrecken den besten Nutzen-Kosten-Faktor aufgewiesen.

### Betrieb
Für Gleis- und Weichenarbeiten im Abschnitt zwischen Kraichtal und Stuttgart war die Strecke vom 24. September bis zum 26. Oktober 2015 voll gesperrt. Für die elf Millionen Euro teuren Arbeiten wurde der Verkehr mit einer Reisezeitverlängerung von 40 Minuten über das Bestandsnetz umgeleitet.
Zwischen Ende April und Dezember 2016 wurde die Linienzugbeeinflussung der Strecke erneuert. Das System wurde dazu teilweise abgeschaltet, Reisezeiten verlängerten sich um bis zu 20 Minuten.
Im Rahmen des Oberbauprogramms 2020 wurden Gleise und Weichen auf der gesamten Länge der Strecke erneuert. Die Maßnahmen begann am 24. Februar mit abschnittsweisem Gleiswechselbetrieb (Stand: 2018). Vom 11. April bis 31. Oktober 2020 war die Strecke komplett gesperrt. Unter anderem wurden ca. 190 km Gleis mit 54 Weichen erneuert und dabei 200.000 t Schotter sowie etwa 300.000 Schwellen eingebaut. Züge wurden umgeleitet oder fielen aus. Im Fernverkehr kam es zu Fahrzeitverlängerungen von 20 bis 45 Minuten und reduziertem Sitzplatzangebot. Es wurden 183 Millionen Euro aufgewendet. Über die bloße Sanierung und Erneuerung hinausgehende Maßnahmen sind nicht erfolgt.

## Ausblick
Im Rahmen des Projekts Stuttgart 21 soll der Nordzulauf auf Stuttgart um einen Kilometer verkürzt und beschleunigt, die Fahrzeit damit um eine Minute reduziert und zusätzliche Reserven geschaffen werden. Die im Projekt berücksichtigte P-Option sieht bei zukünftig steigendem Verkehrsaufkommen im Knoten Stuttgart vor, die Neubaustrecke über den Pragtunnel bis in den Bereich zwischen Nordbahnhof und Pragfriedhof zu verlängern, um dort in den Tunnel Bad Cannstatt Richtung Hauptbahnhof einzumünden.
Eine Verkehrsprognose erwartete für das Jahr 2025 im Abschnitt zwischen Vaihingen (Enz) und Stuttgart 62.200 Reisende pro Tag (Summe beider Richtungen), dies entsprach einem Zuwachs von 9000 Reisenden gegenüber 2010. Nordwestlich von Vaihingen wurden 50.600 Reisende erwartet (+12.400). Eine weitere Prognose erwartete für das Jahr 2025 dagegen 66.300 Reisende, gegenüber 48.100 im Jahr 2010.

Die im Oktober 2018 vorgelegte erste Gutachterentwurf der Deutschlandtakt-Konzeption sah im Abschnitt zwischen Vaihingen (Enz) und Stuttgart ein Grundangebot im Fernverkehr von fünf Zügen pro Stunde und Richtung vor. Im Fernverkehr zwischen Mannheim und Stuttgart soll dabei mit 250 km/h schnellen Fernverkehrszügen eine Reisezeit von 36 Minuten realisiert werden, zwischen Karlsruhe und Stuttgart sollen 300 km/h schnelle Züge eine Reisezeit von 32 Minuten erreichen. In dem im Mai 2019 vorgelegten zweiten Gutachterentwurf waren bis zu 7,5 Zugpaare pro Stunde (zwischen Stuttgart und Vaihingen) vorgesehen. In dem im Juni 2020 vorgelegten dritten Gutachterentwurf sind im Südabschnitt der Strecke acht Züge pro Stunde und Richtung hinterlegt.

Die DB schlug im Juli 2019 vor, eine für den Deutschlandtakt wünschenswerte Fahrzeit zwischen Mannheim und Stuttgart von knapp unter 30 Minuten durch über Stuttgart 21 hinausgehende Optimierungen anzustreben. Mitte Oktober 2019 beschloss der Verkehrsausschuss des Landtags von Baden-Württemberg einstimmig, dass sich das Land für „die Kapazitätserweiterung des Nordzulaufs Feuerbach/Zuffenhausen um ein 5./6. Gleis als Maßnahme zur Realisierung des Deutschland-Takts“ einsetzen solle. Damit solle eine Lücke zwischen dem Ende der Schnellfahrstrecke und dem Beginn der Stuttgart-21-Infrastruktur in Feuerbach geschlossen werden. Der Bund prüfte einen Vorschlag des Landes, die ICE-Fahrzeit zwischen Mannheim und Stuttgart von 38 auf 30 Minuten zu reduzieren. Je zwei Minuten sollen dabei durch Stuttgart 21 und die Einführung von ETCS eingespart werden, die übrigen vier Minuten mit einem unterirdischen fünften und sechsten Gleis zwischen Feuerbach und Zuffenhausen. Dazu ist ein rund zehn Kilometer langer Tunnel Stammheim vorgesehen, der aus dem Tunnel Feuerbach ausfädelt, Zuffenhausen und die A 81 unterquert und nördlich von Münchingen in die Schnellfahrstrecke nach Mannheim einfädelt. Die Deutsche Bahn sieht darüber hinaus Potential durch eine Beschleunigung in der Ein- und Ausfahrt von Mannheim. Mittels der bis 2030 geplanten Einführung von ETCS soll das Tunnelbegegnungsverbot überwacht (und damit 280 km/h auch in Tunneln zugelassen) sowie die Oberstrombegrenzung erhöht werden können. Durch den Ausbau könne die Fahrzeit auf einer Reihe von Verbindungen verkürzt und die Knoten Stuttgart, Ulm und Augsburg besser miteinander verbunden werden. Im Spätsommer 2024 fanden dazu auch Begegnungsversuche zwischen einem bis zu 320 km/h schnellen ICE und einem Güterzug statt.
Der dritte Gutachterentwurf des Deutschlandtakts sieht zwischen Mannheim und Stuttgart Fahrzeiten von 31 bis 32 Minuten mit 300 km/h schnellen Zügen vor. Der Fernbahntunnel in Stuttgart wurde in den dritten Gutachterentwurf des Deutschlandtakts aufgenommen. Zunächst stand eine volkswirtschaftliche Bewertung noch aus, um diese auf dieser Grundlage in das Bundesschienenwegeausbaugesetz aufzunehmen. Die Realisierung war aufgrund der noch anhaltenden Bewertung des Deutschlandtakts im September 2020 noch nicht absehbar. Mit der im August 2021 vorgelegten tragfähigen volkswirtschaftlichen Bewertung rückte der Nordzulauf als eines von 181 Vorhaben des Deutschlandtakt in den „vordringlichen Bedarf“ des Bundesverkehrswegeplans auf. Für den Nordzulauf sind, zum Preisstand von 2015, Investitionen von 1,134 Milliarden Euro vorgesehen. Weitere 181 Millionen sind für „Schnellfahrweichen im Südkopf Mannheim“ geplant.
Der Streckenabschnitt im Raum Stuttgart soll bis 2030 in den Digitalen Knoten Stuttgart integriert und dabei mit Digitalen Stellwerken, ETCS und automatisiertem Fahrbetrieb ausgerüstet werden. Die Ausrüstung der übrigen Strecke mit ETCS ist nicht absehbar, die Stellwerke seien noch nicht durchgängig für ETCS Level 2 geeignet (Stand: Dezember 2020).
Eine Erhöhung der zulässigen Geschwindigkeit auf bis zu 300 km/h wird seit circa 2020 geprüft. Die „geschwindigkeitsbestimmenden Eigenschaften der eisenbahntechnischen Ausrüstung“ seien für eine maximale Geschwindigkeit von 280 km/h ausgelegt. 2022 begannen mehrjährige Untersuchungen zur Erhöhung der Höchstgeschwindigkeit auf bis zu 300 km/h im Regelbetrieb. Auch ohne eine Erhöhung der zulässigen Geschwindigkeit könne ein ICE-3-Triebzug in Doppeltraktion sowohl durch die Freigabe der Wirbelstrombremse als Betriebsbremse als auch durch eine höhere Oberstrombegrenzung jeweils rund eine halbe Minute Fahrzeit gewinnen. Eine Geschwindigkeitserhöhung von 250 auf durchgängig 280 km/h würde (mit ICE 3 in Einfachtraktion mit voller Besetzung) zu einem um 18 Prozent höheren Energiebedarf führen, von 250 auf durchgängig 300 km/h um 31 Prozent.

## Betrieb

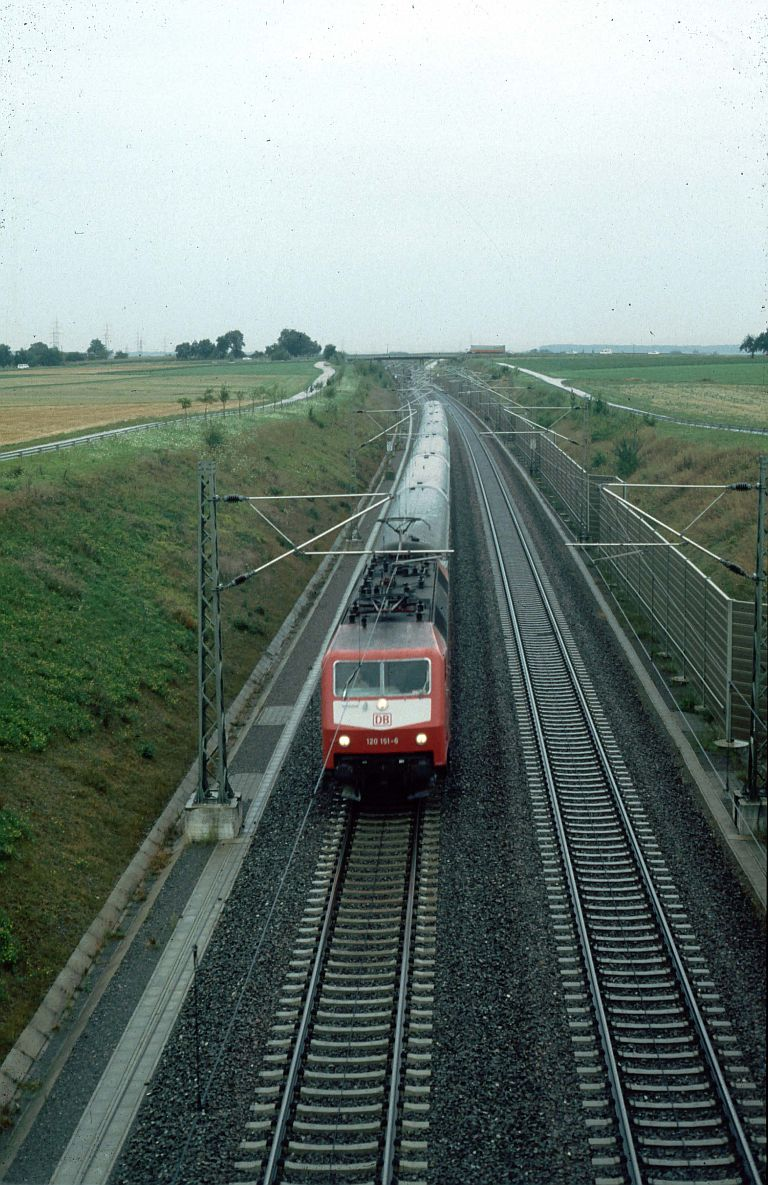
Ein Intercity kurz vor Einfahrt in den Tunnel Langes Feld, Richtung Stuttgart (1994)

Heute (Stand: 2019) benötigen die ICE-Taktzüge für den Abschnitt Stuttgart–Mannheim zwischen 37 und 41 Minuten. Die TGV- und ICE-Züge der POS-Relation Stuttgart–Paris und die IC-Züge Stuttgart-Bruchsal-Karlsruhe nutzen die Schnellfahrstrecke bis zur Abzweigstelle Rollenberg und dann weiter über die Bahnstrecke Heidelberg–Karlsruhe bis Karlsruhe. Die Fahrzeit zwischen Stuttgart und Karlsruhe beträgt im TGV und ICE ohne Halt 36 Minuten, im IC/EC mit Halt in Bruchsal 42 Minuten.
Folgende Linien befuhren die Neubaustrecke Stuttgart–Mannheim im Fahrplan 2019:
- vollständig:
  - ICE 42 Dortmund–Mannheim–München
  - ICE 11 Berlin–Mannheim–München
  - ICE 22 Hamburg–Frankfurt/Main–Mannheim–Stuttgart
- zwischen Mannheim Hbf und Abzw Waghäusel Saalbach:
  - ICE 12 Berlin–Mannheim–Basel
  - ICE 20 Hamburg–Frankfurt/Main–Mannheim–Basel
  - EC 30 Hamburg–Köln–Mannheim–Basel–Chur
  - ICE 43 Köln–Mannheim–Basel
  - TGV/ICE 82 Frankfurt/Main–Mannheim–Paris
  - TGV 84 Frankfurt/Main–Mannheim–Marseille
  - ECE 85 Frankfurt/Main–Mannheim–Basel–Mailand
- zwischen Abzw Bruchsal Rollenberg und Stuttgart:
  - IC 30 Hamburg–Köln–Mainz–Mannheim–Stuttgart
  - IC/EC 60 (Salzburg–)München–Stuttgart–Bruchsal–Karlsruhe(–Basel)
  - IC/EC 62 Frankfurt/Main–Stuttgart–Salzburg–Linz/Klagenfurt/Graz (zweistündlich)
  - TGV/ICE 83 (München–)Stuttgart–Paris
- zwischen Vaihingen (Enz) und Stuttgart:
  - IC 61 Nürnberg–Stuttgart–Vaihingen/Enz–Pforzheim–Karlsruhe(–Basel) (zweistündlich)
  - RE 1 Karlsruhe–Stuttgart

Zusätzlich zu den genannten Linien verkehren zur Hauptverkehrszeit Züge verschiedener Relationen, beispielsweise Stuttgart–Saarbrücken, Stuttgart–Mainz und Stuttgart–Köln/Dortmund.

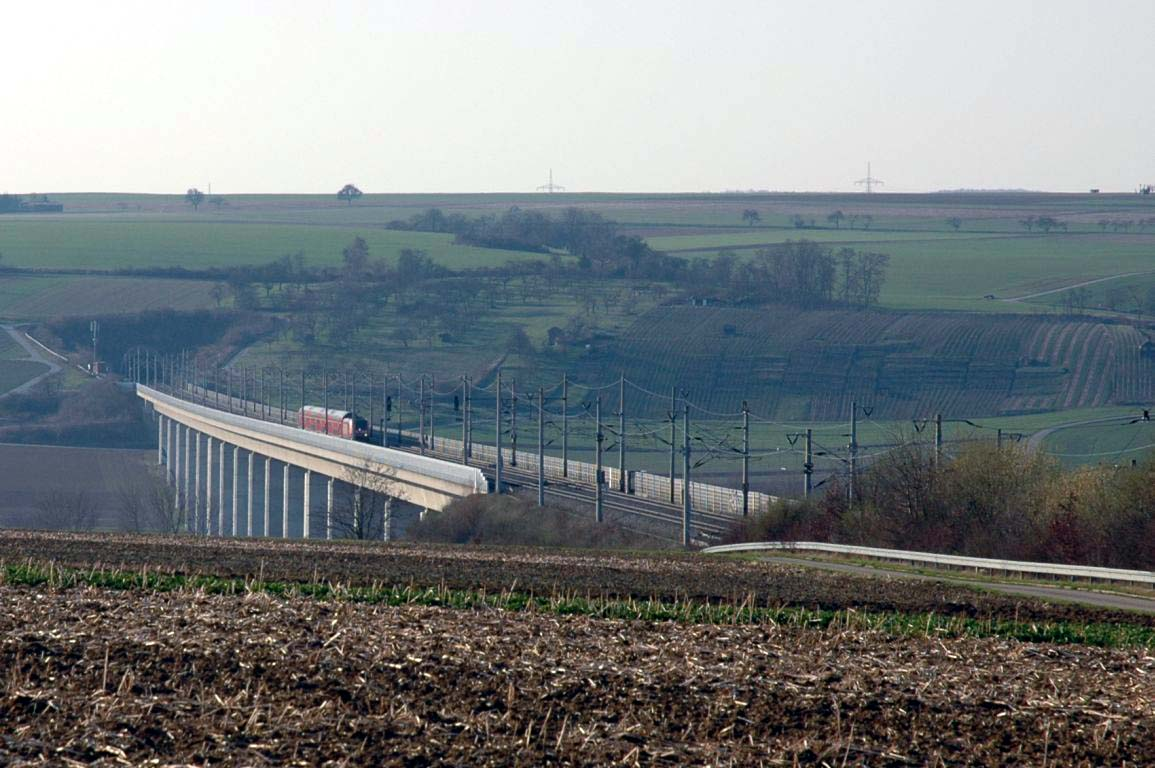
Ein für deutsche Neubaustrecken seltenes Detail: Ein Regionalzug auf der Enztalbrücke, auf dem Weg von Vaihingen (Enz) nach Stuttgart

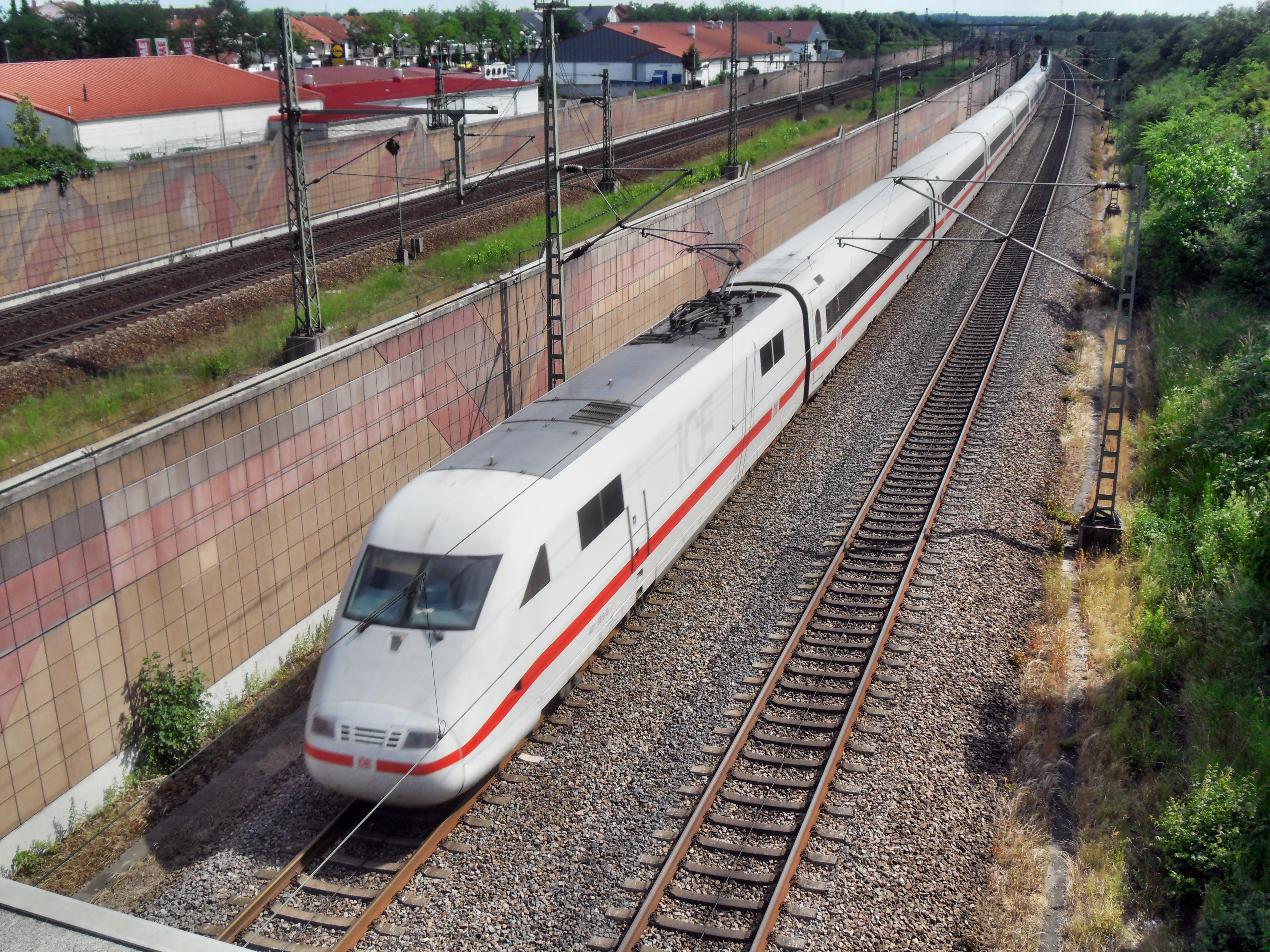
ICE auf der Höhe des Hockenheimer Bahnhofs

Bemerkenswert für eine deutsche Hochgeschwindigkeits-Neubaustrecke ist die Nutzung durch planmäßige Regionalzüge. Mit der weitgehenden Abschaffung der Zuggattung Interregio bestellte das Land Baden-Württemberg ab Ende 2002 eine zweistündliche Regionalverkehrslinie zwischen Stuttgart und Karlsruhe, die zwischen Stuttgart und Vaihingen an der Enz über die Schnellfahrstrecke führt. Seit 2019 verkehren wochentags drei Züge in zwei Stunden; zusammen mit der zweistündlichen IC-Linie Karlsruhe–Nürnberg ergibt sich ein Halbstundentakt. Zunächst verkehrten die Züge mit Interregio-Wagen. Am 19. März 2006 wurden zunächst einzelne Umläufe auf Doppelstockwagen (mit Loks der Baureihe 146.2) umgestellt. Seit Juni 2019 verkehren auf der Linie Züge von Go-Ahead Baden-Württemberg mit Triebwagen vom Typ Stadler Flirt.
Die Strecke steht zwischen 04:30 und 23:50 Uhr vorrangig Zügen des Personenfernverkehrs zur Verfügung, in der übrigen Zeit haben Güterzüge in der Betriebsabwicklung Priorität. Auf dem Großteil der Strecke dürfen keine Gefahrgutzüge und keine Züge mit offenen, beladenen Autotransportwagen verkehren.
Zwischen 22 und 6 Uhr befahren (Stand: 2009) rund 60 Güterzüge die Strecke, zwischen 6 und 22 Uhr neun Güterzüge. Im August 1994 nutzten täglich rund 100 Personen- und 30 Güterzüge die Strecke. Die Neubaustrecke wurde im Jahr 1995 zwischen der Abzweigstelle Rollenberg und Vaihingen (Enz) von täglich 110 Personen- und 30 Güterzügen befahren. Die Prognose zum Bundesverkehrswegeplan 1980 sah, für das Jahr 1990, eine Belastung durch 77 Personen- und 130 Güterzüge pro Tag vor. Der Wirtschaftlichkeitsrechnung wurden 240 Züge pro Tag zu Grunde gelegt, etwa je zur Hälfte Personen- und Güterzüge. Darüber hinaus wurden netzweite Wirkungen angesetzt. Als Gründe für die tatsächlich niedriger ausgefallene Auslastung wurden 1994 unter anderem der noch nicht abgeschlossene (der Prognose zu Grunde gelegte) Ausbau des übrigen Netzes und die „unbefriedigende Entwicklung“ des Schienengüterverkehrs angegeben.
Die Streckenhöchstgeschwindigkeit zur Inbetriebnahme lag bei 250 km/h. Nach einer Ausnahmezulassung des Bundesverkehrsministeriums vom 24. März 1995 wurde die zulässige Höchstgeschwindigkeit zwischen der Überleitstelle Pfingstberg und der Abzweigstelle Saalbach für den ICE 1 auf 280 km/h angehoben. Nach weiteren Ausnahmezulassungen wurde schließlich per Erlass vom 27. Dezember 1996 eine fahrzeugunabhängige Regelung eingeführt.
Ab Ende der 1990er Jahre lag die Höchstgeschwindigkeit – auch im Verspätungsfall – bei 250 km/h. Zum Fahrplanwechsel am 13. Dezember 2009 wurde die zulässige Geschwindigkeit für ICE 1 und ICE 2 zwischen Pfingstberg- und Forsttunnel auf 280 km/h angehoben. Zulässig sind 280 km/h ferner in den kurzen Tunneln Altenberg und Simonsweingarten. Die Geschwindigkeit der mit Wirbelstrombremsen ausgerüsteten ICE 3 ist in der Regel auf 250 km/h beschränkt, um eine thermische Überlastung der Scheibenbremsen zu vermeiden, da die Wirbelstrombremse bislang nicht als Betriebsbremse eingesetzt werden darf.
Eine durchgehende Geschwindigkeitserhöhung auf 280 km/h, auch in den Tunneln der Schnellfahrabschnitte, wird untersucht (Stand: 2007). Die dazu notwendige, sichere Trennung von Personen- und Güterzügen soll über Änderungen an der bestehenden Signaltechnik realisiert werden. In Abweichung von der in § 40 Nr. 2 S. 1 EBO zulässigen Höchstgeschwindigkeit von 250 km/h erlaubt eine Ausnahmezulassung des Bundesverkehrsministeriums (nach § 3 Abs. 1 Nr. 1 EBO) eine Streckenhöchstgeschwindigkeit von 280 km/h, verbunden mit besonderen Sicherheitsauflagen.
- Ausnahmezulassung für den 280-km/h-Betrieb mit ICE 1 (März 1995)
- Ausnahmezulassung für den 280-km/h-Betrieb mit ICE 2 (September 1996)
- Fahrzeugunabhängige Ausnahmezulassung für den 280-km/h-Betrieb (Dezember 1996)

Als kritisch für Begegnungen von Personen- und Güterzügen in Tunneln hatten sich Ende 1980er Jahre Behälter des Kombinierten Ladungsverkehrs erwiesen, die eine Reduktion der Druckbelastung bei Zugbegegnungen mit Personenzügen und damit eine Geschwindigkeitsreduktion des ICE erforderlich machte.

## Technik

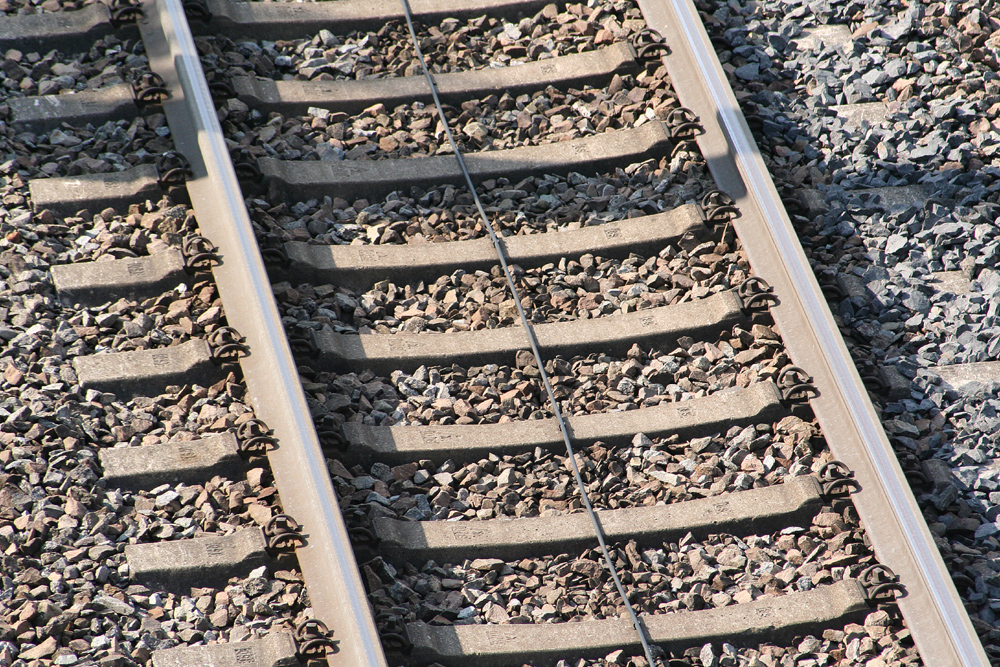
Typischer Schotter-Oberbau der Strecke – deutlich zu erkennen ist das LZB-Kabel in Gleismitte

Die normalspurige Strecke verfügt über zwei durchgehende Streckengleise mit einem Gleismittenabstand von 4,70 Meter, bei einer Planumsbreite von 13,70 Meter. Der Oberbau wurde weitgehend in konventionellem Schotter-Oberbau mit UIC-60-Schienen auf B-70-Betonschwellen mit Oberbau W ausgeführt. 1993 wurde der Schotter im Kopfbereich der Gleise in den Tunneln der beiden ersten Neubaustrecken auf einer Länge von insgesamt 86 Kilometer elastisch verklebt. Diese Maßnahmen sollten Schäden durch (bis zu mehrere Tonnen schwere) Eisplatten vermeiden, die sich im Winter – bedingt durch Temperatur- und Druckänderungen bei Einfahrt in die Tunnel und bei Zugbegegnungen – von den Zügen ablösen und den Fahrweg beschädigen.
Für den in der Planung vorgesehenen Mischbetrieb von Personen- und Güterzügen sowie zur Instandhaltung wurden im Abstand von fünf bis sieben Kilometern Überleitstellen sowie im Abstand von rund 25 Kilometern Betriebs- und Überholbahnhöfe (Hockenheim, Kraichtal und Vaihingen (Enz)) eingerichtet. Die Weichen der Überleitstellen sind im abzweigenden Strang mit 100 km/h befahrbar (Weichenradius 1200 Meter), lediglich die Überleitstelle Mettertal kann mit 130 km/h befahren werden. Die Überleitstelle Enztal wurde im Oktober 2010 wieder abgebaut.

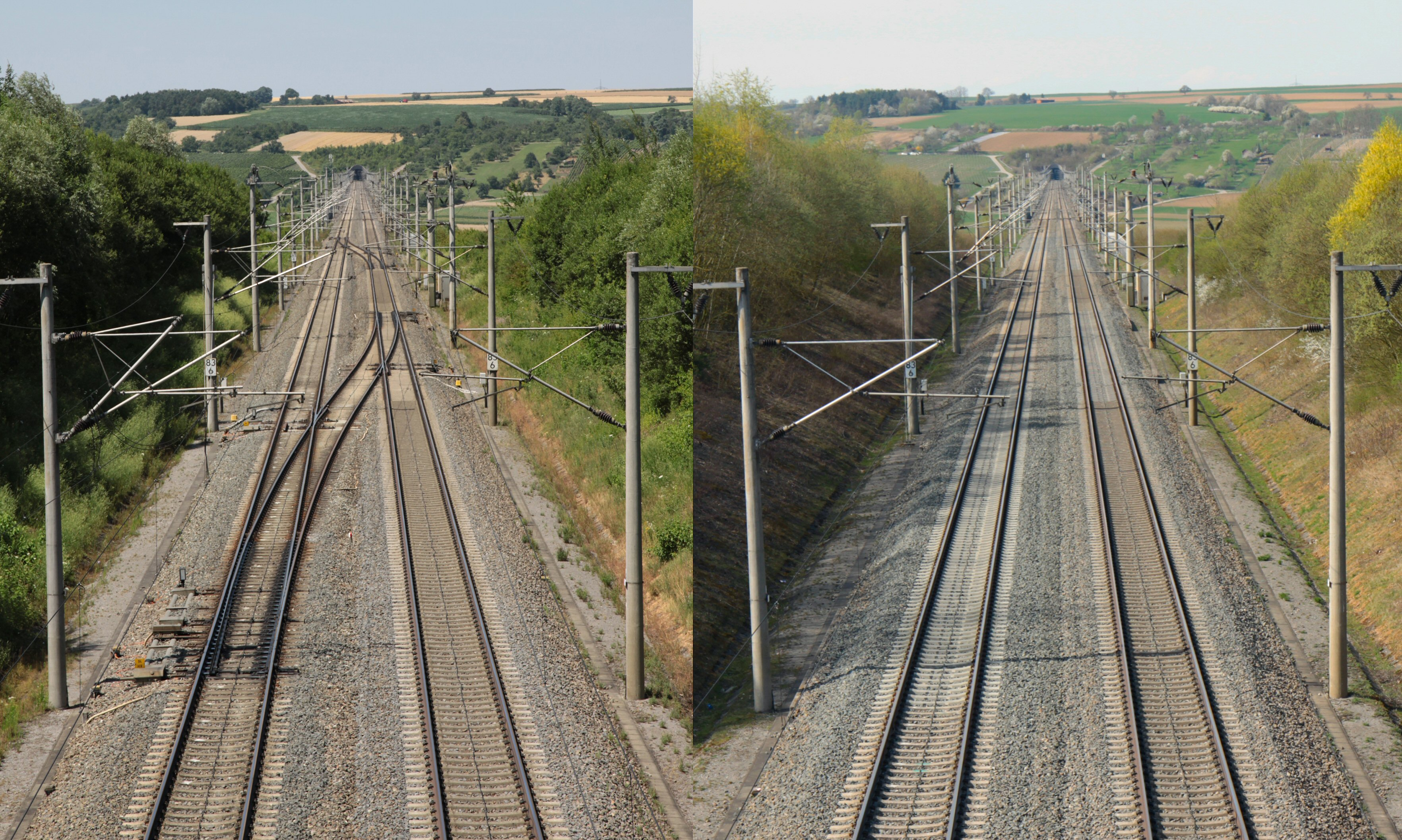
Die im Oktober 2010 abgebaute Überleitstelle Enztal bei Vaihingen

Züge, die die Strecke befahren sollen, müssen für Begegnungen mit bis zu 250 km/h schnellen Fahrzeugen (insbesondere in Tunneln) geeignet sein. Bei Personenzügen müssen die Toilettensysteme in geschlossener Bauweise ausgeführt sein. Allein in den Jahren 1988 und 1989 wurden insgesamt 160 Intercity-Wagen, davon 21 Großraumwagen erster Klasse (Apmz), 37 Abteilwagen erster Klasse (Avmz) und 102 Großraumwagen zweiter Klasse (Bpmz), der damaligen Deutschen Bundesbahn druckertüchtigt, um die Strecke uneingeschränkt befahren zu können. Das Gewicht von Wagenzügen des Kombinierten Verkehrs darf höchstens 1600 t betragen. Die maximale Masse von Güterzügen liegt bedingt durch die maximale Belastung der hohen Brücken von gleichzeitig anfahrenden und bremsenden Zügen bei 2500 Tonnen.
Die Strecke ist durchgängig (km 2,1 bis 99,5) mit Linienzugbeeinflussung (LZB) ausgerüstet. Ursprünglich war geplant, die LZB nur als Ergänzung zum H/V-Signalsystem für schnellfahrende Züge zu nutzen. Als klar wurde, dass die meisten Züge LZB-geführt über die Strecke verkehren würden, wurde in der weiteren Entwicklung das H/V-System als Rückfallebene konzipiert und die Zahl der Signale auf etwa ein Drittel der vorgesehenen Anzahl reduziert. Ortsfeste Lichtsignale decken nur noch die Betriebsstellen der Strecke, ausschließlich der Zugfolge dienende Blocksignale wurden nicht installiert. Zur Verdichtung der Zugfolge bei LZB-geführten Zügen wurden zwischen den ortsfesten Signalen jeweils LZB-Teilblöcke im Abstand von etwa 2,5 km eingerichtet. Fährt ein LZB-geführter Zug dabei in einen freien LZB-Blockabschnitt ein, der Teil eines noch nicht freien H/V-Blockabschnittes ist, wird das deckende Lichtsignal dunkelgeschaltet. Mitte der 1970er wurde vorübergehend erwogen, das Sk-Signalsystem auf der Strecke anstelle der LZB zu installieren.
Die Strecke wurde vollständig für Gleiswechselbetrieb ausgerüstet. Zur Gleisfreimeldung kommen Tonfrequenz-Gleiskreise zum Einsatz. Mit Ausnahme des Marksteintunnels und des Tunnels Langes Feld wurden auf der Schnellfahrstrecke keine Vorsignalwiederholer eingerichtet.
Der vorzeitig in Betrieb genommene Abschnitt zwischen Mannheim und der Abzweigstelle Saalbach wird aus konventionellen Relaisstellwerken heraus gesteuert, die weiteren Abschnitte aus Elektronischen Stellwerken (ESTW). Das Elektronische Stellwerk Hockenheim wurde zeitlich vorgezogen und diente als Erprobungsträger für die beiden ersten Neubaustrecken.

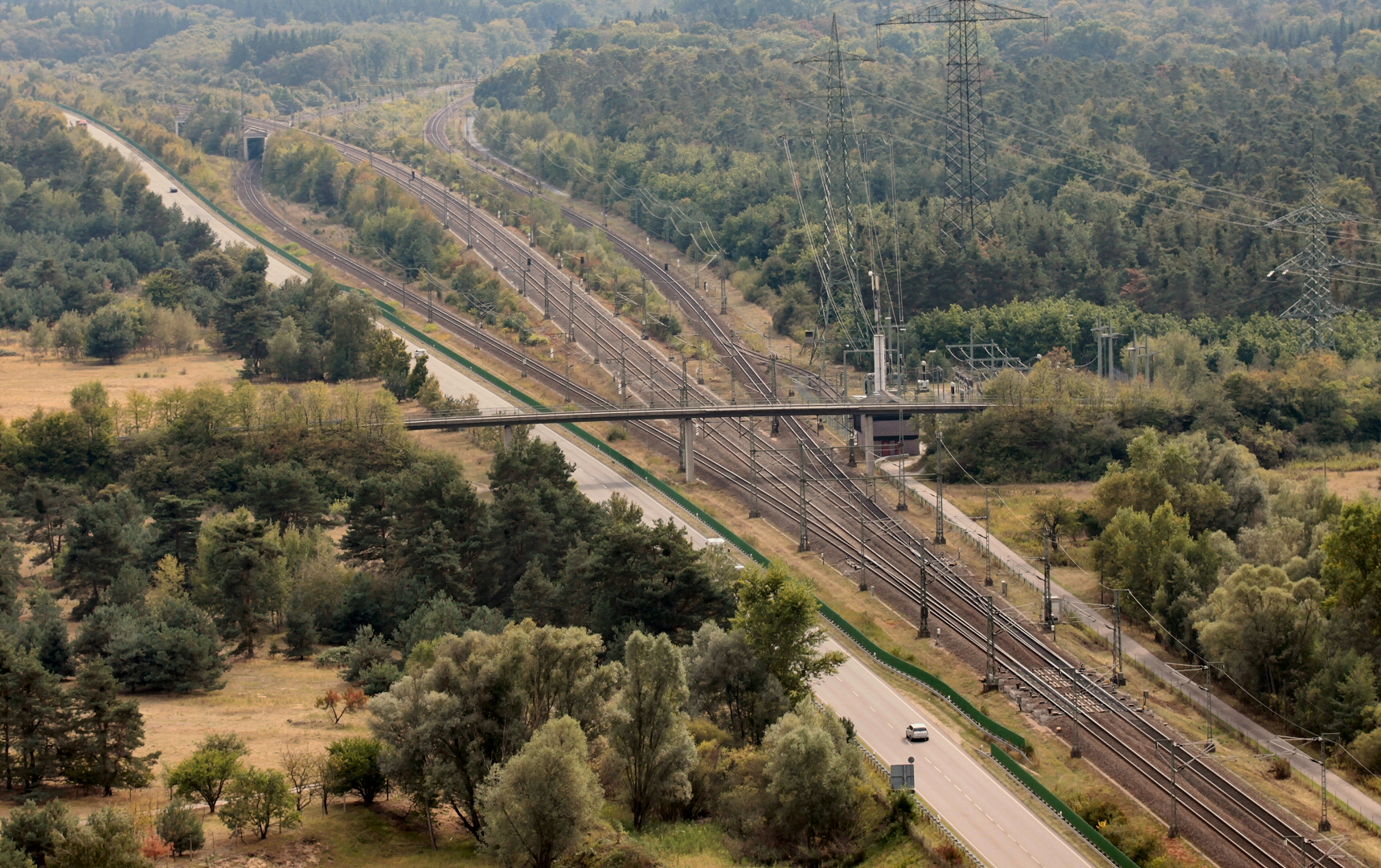
Die Abzweigstelle Saalbach aus Richtung Mannheim (von unten), Abzweigung in Richtung Karlsruhe (nach oben rechts)

Die Weichen der Strecke sind als Schnellfahrweichen konzipiert. Ab der Abzweigstelle Saalbach kamen erstmals in Deutschland neu entwickelte Korbbogenweichen für Abzweiggeschwindigkeiten von 200 km/h (Radius 6000–7000 Meter) zum Einsatz. Die Weichen sind jeweils 154 Meter lang und 210 Tonnen schwer, die Länge der Zungen liegt bei 56 Meter. Das Weichenpaar zählt heute (neben den Weichen der Nantenbacher Kurve und den Schnellfahrweichen im Bahnhof Bitterfeld) zu den sechs abzweigend schnellstbefahrenen Weichen in Deutschland.

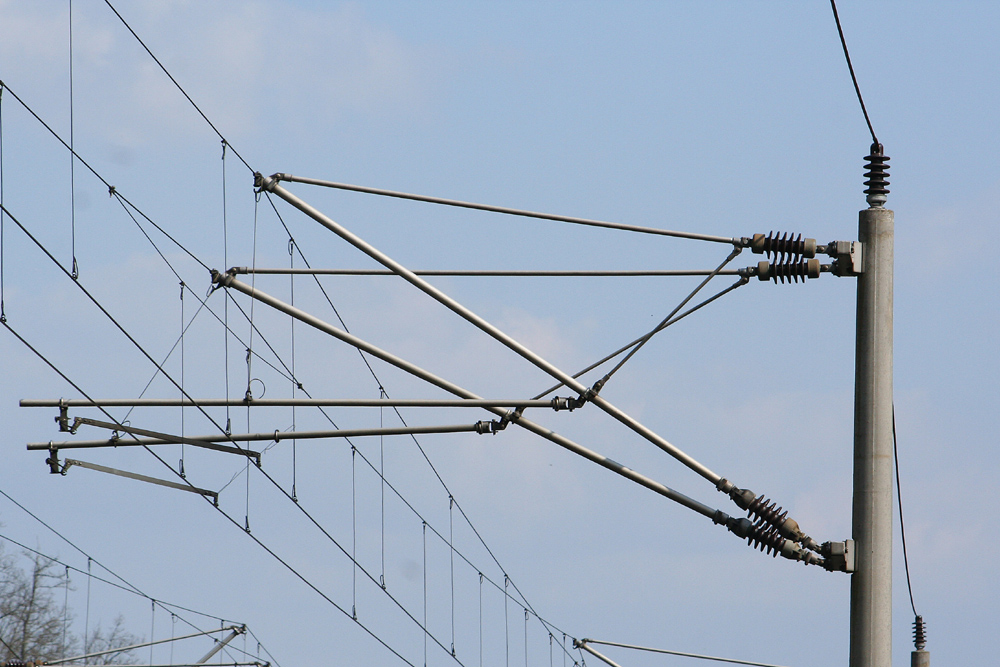
Die Oberleitung der Bauart Re 250, wie sie auf der Strecke verbaut wurde

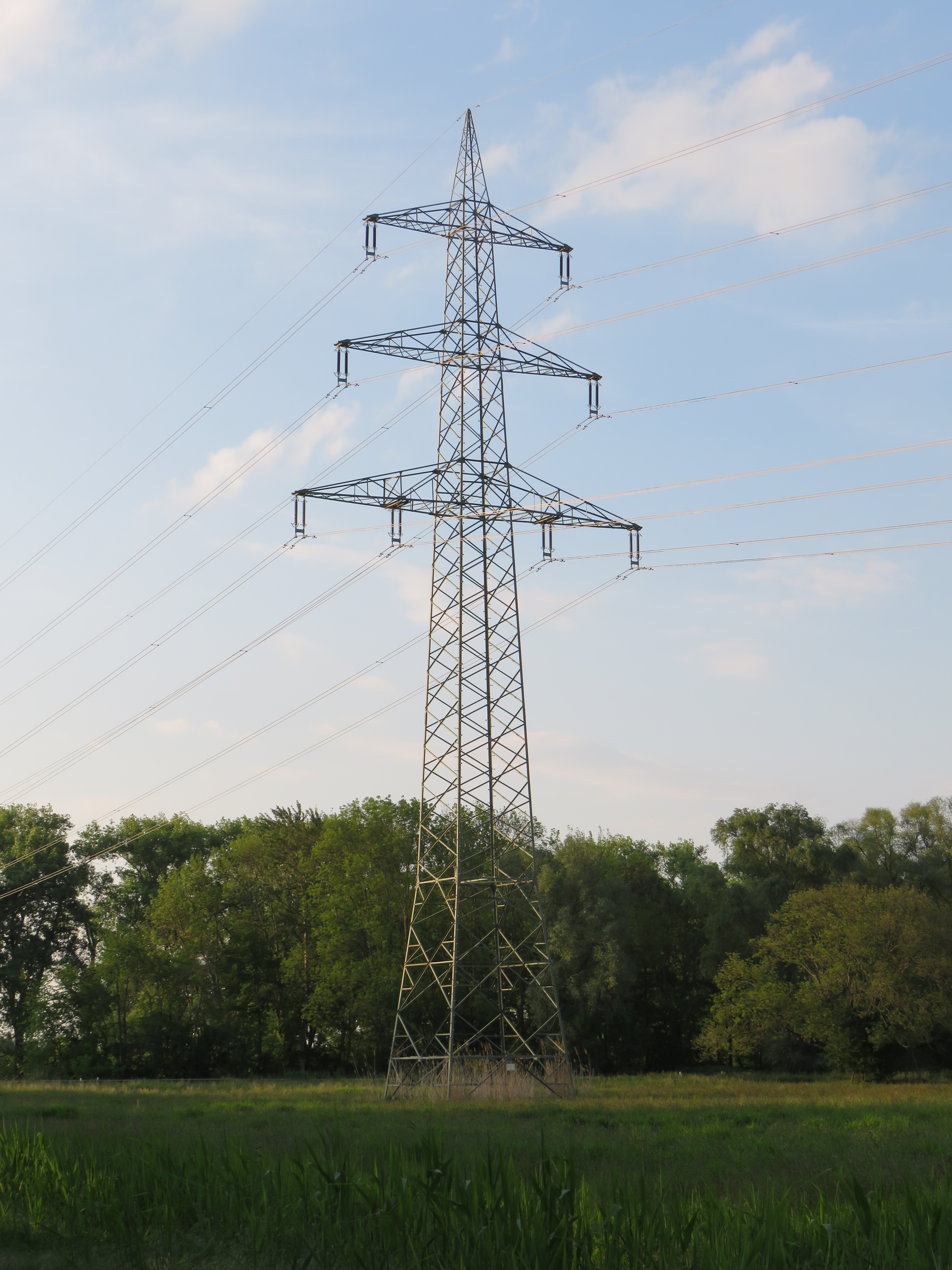
Tragmast der Bahnstromleitung Flörsheim–Mannheim–Stuttgart

Auf einer Gesamtlänge von 190 Kilometern zwischen Flörsheim und Stuttgart wurden neue Bahnstromleitungen errichtet, um die Energieversorgung der Strecke sicherzustellen. Die Strecke ist mit 15 Kilovolt 16,7 Hertz Wechselspannung elektrifiziert. Auf der Strecke kommt eine Oberleitung der Bauart Re 250 zum Einsatz. Unterwerke wurden im Abstand von rund 20 Kilometer aufgebaut. Sie befinden sich in Wiesental, Kraichtal, Vaihingen/Enz und Stuttgart-Zazenhausen. Die Unterwerke Wiesental und Vaihingen (Enz) werden aus einer Stich-Bahnstromleitung versorgt, die von der Trasse Wiesental–Vaihingen abzweigt. 1750 Stahlgitter- sowie 1150 Schleuderbeton-Masten nehmen die Oberleitung und stellenweise zusätzliche Speiseleitungen auf. Die Nachspannlängen der Kettenwerke liegen bei 1300 Meter. Rund 300 Millionen DM, etwa 8,5 Prozent der Gesamtausgaben, entfallen auf elektrische Anlagen (Preisstand: circa 1989). Die Höhe des Fahrdrahts über Schienenoberkante liegt bei 5,30 Meter (im Altnetz schwankend zwischen etwa 4,9 und 6,0 Meter). Die Oberstrombegrenzung lag zunächst bei 1000 Ampere und sollte nach einer im Jahr 2001 erfolgten Prüfung auf 1500 A angehoben werden. Die Stromversorgung der Schnellfahrstrecke erfolgt über die viersystemige Bahnstromleitung Flörsheim–Mannheim–Stuttgart, welche wie alle Bahnstromleitungen in Deutschland mit 110 kV betrieben wird, obwohl die verwendeten Maste auch die Installation zweier mit 220 kV betriebenen Stromkreise zuließen.
Die Tunnel der Strecke sind, bei einer Regel-Querschnittsfläche von 82 Quadratmeter, für Begegnungen von 250 km/h schnellen ICE-Zügen mit 120 km/h schnellen Güterzügen geeignet. Höhere ICE-Geschwindigkeiten stellen besondere Anforderungen an die Beschaffenheit der Güterwagen-Ladungen. Infolge von zwei in die Strecke einmündenden Weichen werden am Nordportal des Rollenbergtunnels 210 Quadratmeter erreicht. Im Marksteintunnel wurde eine Feste Fahrbahn eingebaut.
Bis Ende 1992 wurde im Rahmen des „Tunnelfunksystem[s] 91“ eine durchgehende Versorgung mit öffentlichem Funk entlang der Strecke eingerichtet. Das zwischen 1989 und 1991 von der damaligen Bundesbahn, der Deutschen Bundespost Telekom, Bosch, Siemens und ANT entwickelte System wurde bis Ende 1992 entlang der gesamten Strecke (einschließlich aller Tunnel) eingerichtet. Insgesamt sieben Kanäle des C-Netzes, ein Kanal für Eurosignal und Übertragungsmöglichkeiten für drei Radiokanäle wurden eingerichtet. Auf den beiden ersten Neubaustrecken wurden insgesamt 213 Tunnelfunkstellen eingerichtet, 320 Kilometer Strecke mit Leck-, Stromversorgungs- und Lichtwellenleiter-Kabeln ausgerüstet. Die Einrichtung der Technik erfolgte während der laufenden Betriebs, zwischen 1 und 6 Uhr nachts. Der Investitionsentscheidung war eine Betriebserprobung in Arnstedt und Orxhausen vorangegangen. Das Tunnelfunksystem war bis zum 31. Dezember 2000 in Betrieb.
21 Basisstationen versorgen die Strecke und deren Tunnel mit GSM-R. Zahlreiche Basisstationen des öffentlichen GSM-Mobilfunks versorgen die Strecke. An elf Standorten wurden zusätzliche Basisstationen aufgebaut, um die lückenlose Versorgung der Strecke sicherzustellen. An fünf Standorten (Pfingstbergtunnel Nord, Rollenbergtunnel West, Freudensteintunnel Ost, Marksteintunnel Ost, Tunnel Langes Feld West) wurden Repeateranlagen zur Versorgung der Tunnel errichtet, die in mit Repeatern ausgerüsteten Wagen einen durchgehenden Empfang gewährleisten sollen.

### Sicherheitskonzept
Die Sicherheit im Eisenbahnbetrieb wird durch vielfältige Maßnahmen erreicht. Entsprechend den Regelungen der Eisenbahn-Bau- und Betriebsordnung werden für Schnellfahrten von über 160 km/h darüber hinaus weitere Maßnahmen vorgeschrieben. So werden Züge bei Schnellfahrten per Linienzugbeeinflussung kontinuierlich überwacht, als Rückfallebene stehen H/V-Signale in Kompaktbauweise zur Verfügung. An allen Einmündungen in die Hauptgleise waren Schutzweichen zu installieren, Bahnübergänge durften nicht eingerichtet werden.
Das Sicherheitskonzept für die Tunnel der Neubaustrecken ging aus einem intensiven Diskussionsprozess in den 1980er Jahren hervor. Entsprechend den während der Planungsphase gültigen Anerkannten Regeln der Technik wurden die Tunnel der Strecke mit Fluchtwegen entlang des Randwegs, Fluchtweg-Kennzeichnungen, einer Orientierungsbeleuchtung (ab 800 Meter Länge) sowie Luftstrom-Meldeanlagen (zur Bestimmung der Fluchtrichtung) ausgerüstet. Vereinzelt wurden Zufahrten zu und Rettungsplätze an den Portalen eingerichtet, an manchen Tunneln auch Notausgänge. Die Einrichtung der Notausgänge stützte sich auf Überlegungen der Verhältnismäßigkeit von Kosten und Rettungsnutzen, wobei die beteiligten Bundesländer eine wesentliche Verdichtung der Ausgänge gefordert hatten.
Zehn Tunnel mit einer Gesamtlänge von circa 30 Kilometern sind in einem Nachrüstprogramm enthalten, bei dem die Bauwerke ohne Eingriffe in das Tragwerk möglichst weit an aktuelle Sicherheitsstandard angepasst werden sollen. Dies beinhaltet unter anderem die Einrichtung von Rettungsplätzen, die Anlage von Zufahrten, Randwegen und Fluchtwegekennzeichnungen sowie der Löschwasserversorgung. Bis Ende 2012 sollen mehrere Tunnel der Strecke mit Rettungsplätzen und -zugängen nachgerüstet werden. Die Nachrüstung von Notausgängen ist aufgrund hoher Kosten nicht vorgesehen. Dieses Nachrüstprogramm läuft seit etwa 2002.
Güterzüge befahren die Strecke nur nachts, um den Hochgeschwindigkeitsverkehr nicht zu behindern und um Begegnungen mit Personenzügen zu vermeiden. In Mannheim und Kornwestheim wurde je ein Rettungszug stationiert.

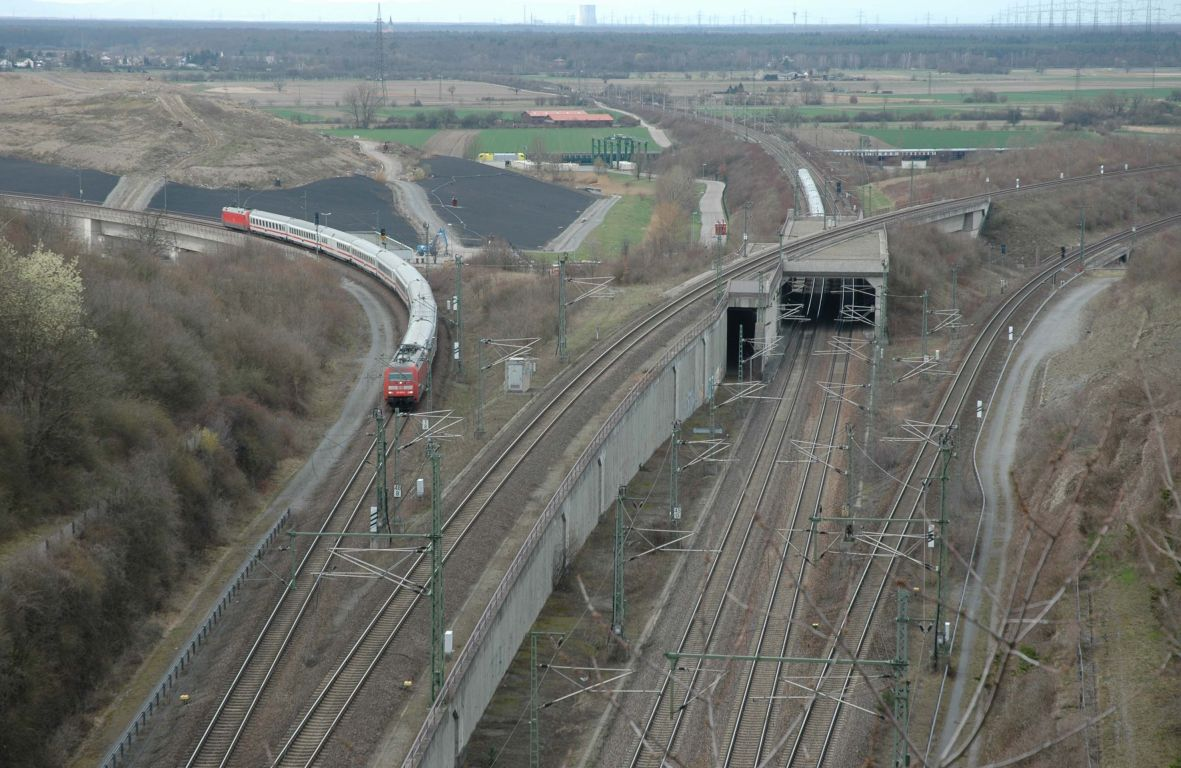
Abzweigstelle Rollenberg
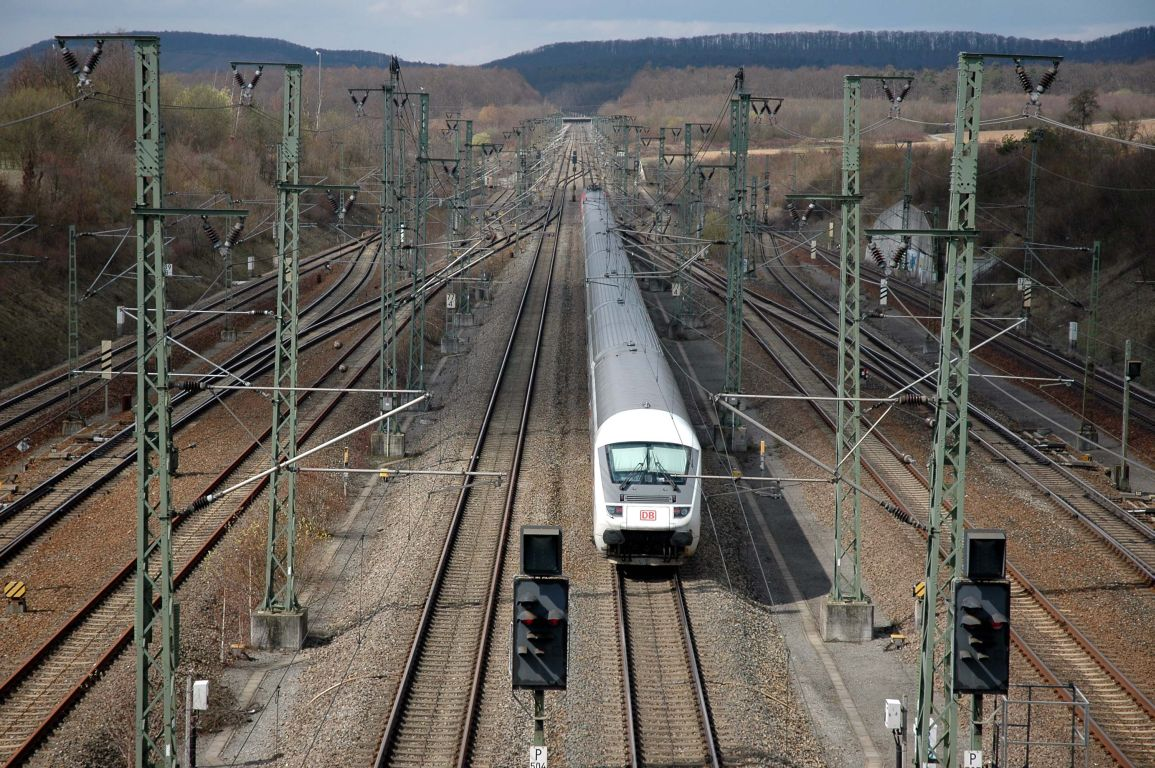
Intercity im Bahnhof Vaihingen (Enz)
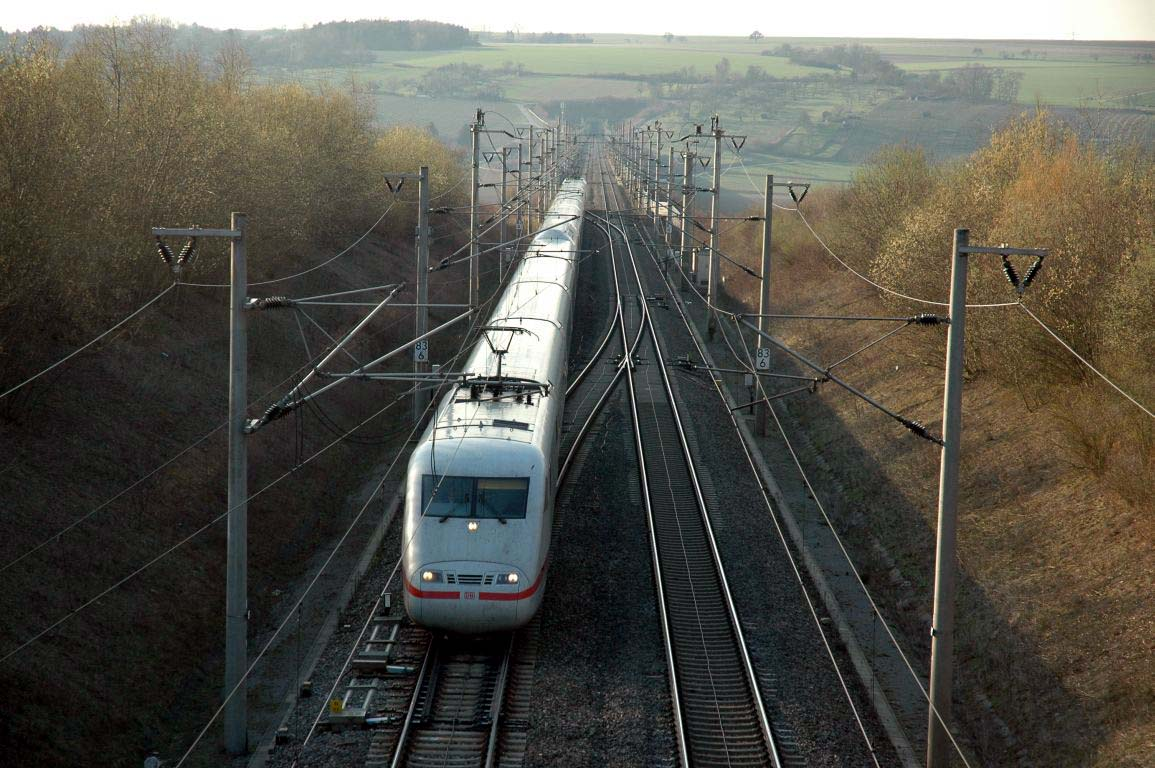
ICE zwischen Enztalbrücke und Pulverdinger Tunnel
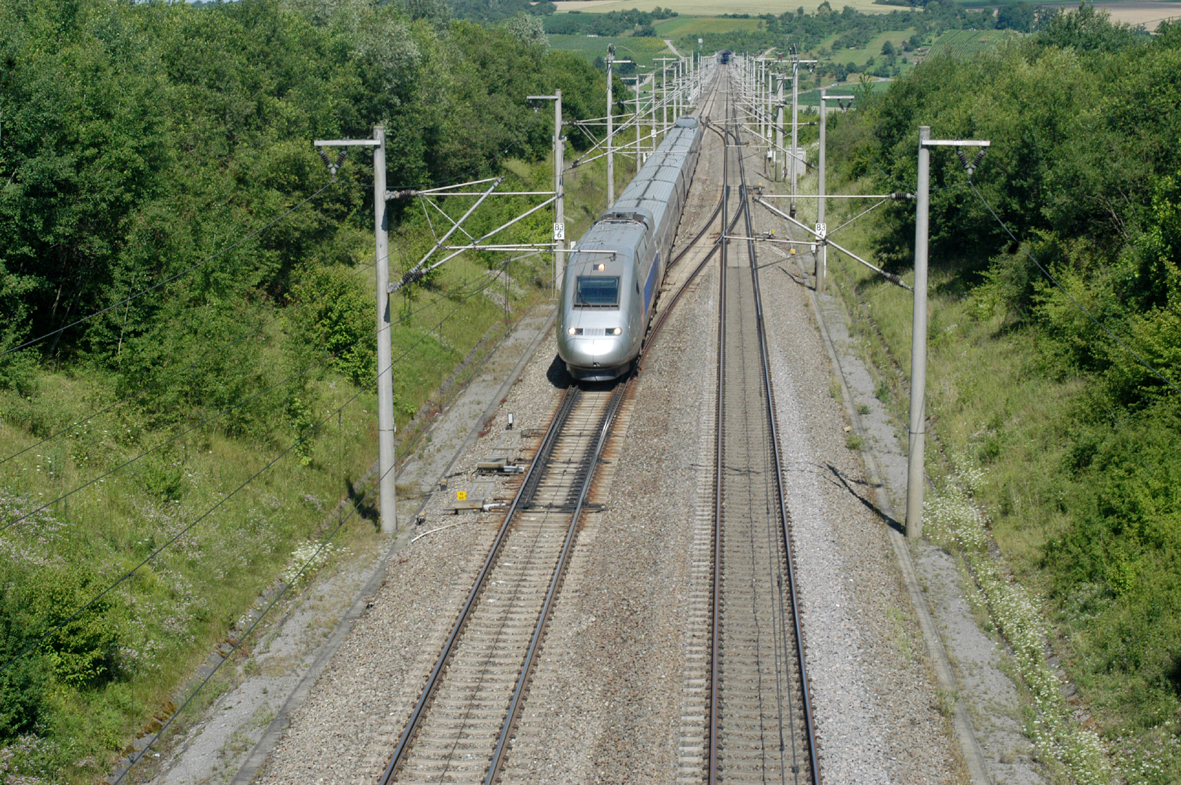
TGV POS zwischen Enztalbrücke und Pulverdinger Tunnel